# Храм Святого Варфоломея
Храм Святого Варфоломея в Колине (чеш. Kostel svatého Bartoloměje v Kolíně) — католический приходской костёл, расположенный на наивысшей точке города. Основан во второй половине XIII века во время правления чешского короля Пршемысла Отакара II (1253—1278). Является одним из самых известных памятников сакральной архитектуры земель Чешской короны. Костёл выполнен в готическом стиле. В 1995 году храм вошёл в список национальных памятников культуры Чешской Республики.

## История
До сегодняшнего дня осталось множество вопросов, на которые не нашли ответы, один из которых, касается основания : был ли раннеготический храм поставлен «на чистой почве» или же на его месте уже существовало сооружения, что могло послужить фундаментом.
Костел Святого Варфоломея является сооружением своего вида исключительным, уже во время начала строительства говорилось об архитектуре необычной для территории Чешских земель. Назвать дату окончания строительства костёла достаточно сложно. На протяжении нескольких столетий храм колоссально видоизменялся вплоть до XX века.

### XIII—XIV столетия
Значительным периодом в истории храма Святого Варфоломея было время правления короля Карла IV. Уже в 1340 году правитель обновил былое значение колинского декана так, что костёл перестал быть в управлении Седлецкого монастыря (Sedlecký klášter) и вернулся под шефство короля. Незадолго после начала основания (1260-е годы) в 1349 году храм потерпел большой пожар. Однако, 1360 год становится уже годом великим для истории архитектуры Колина. Храм и город получают наивысшую приязнь императорского двора в Праге, и реконструкцией храма занимается Петр Парлерж, зодчий Собора Святого Вита на Пражском Граде, представитель архитектурной династии Парлержов. Во время данной перестройки, которая по разным причинам была недоведена до конца, возникло одно из самых известных и самых оригинальных произведений готической архитектуры люксембургского периода не только для Чешских земель, но и для всей Средней Европы — хор костёла.
Следующий пожар произошёл уже в 1395 году.

### XV столетие
В скором времени после случившегося пожара гуситская война (1419—1434) определила конец Колину как процветающему центру немецких торговцев, отсюда же и настала пауза в последующих переменах истории храма. Небольшие корректировки произошли на рубеже XV—XVI веков, которые коснулись башен, а именно — вида крыш. Последующие три столетия изменения не происходили, были лишь жалобы на то, что храм находится в плачевном состоянии.

### XVIII—XX столетия
Новый этап истории костёла Святого Варфоломея начинается с третьего сокрушительного пожара, произошедшего в 1796 году.
И только в первом десятилетии XIX столетия прошла волна заинтересованности средневековой архитектурой, которая не миновала Колин. Реконструкция, стимулированная деканом Яном Свободой, происходила в два этапа, 1871—1897 и 1904—1911 года, под руководством архитекторов Йозефа Моцкера и Людвика Лаблера, что в конечном итоге послужило его окончательному виду на сегодняшний день.

### XXI столетие
Весной 2005 года к южной стороне костела был поставлен лес для того, чтобы реконструировать масверк и стекло одного из окон высокого хора, поврежденные под влиянием статических дефектов. Данное событие послужило одному из открытий, а именно работа и надзор небольших деталей костёла. Стало известно, что пресвитерий храма, возведенный Петром Парлержем в 1360 году, должен был первоначально иметь иную форму, а именно по-другому соединен. На междуоконных колоннах были обнаружены пяты отсеченных сводов иной формы. Находились такие своды на 160 см ниже сегодняшнего расположения. Предполагается, что к данному изменению пришли в процессе строительства. Принималось решение исключительно между мастерами, которые в свою очередь опирались на принципы архитектуры того времени или же эстетический вид.

## Экстерьер

### Западный фасад
Главным фасадом костёла Святого Варфоломея является западный, где находился первоначальный вход в сооружение. Данная часть храма создает впечатление массивной доминанты, так как стена гладкая и фактически не разделена на блоки. Портал с XIII столетия считается нефункциональным: скульптурное убранство было сильно повреждено пожарами 1349 и 1796 годов, что привело к эрозии камня. Двустворчатые двери, завершающие портал, имеют черты позднего барокко. Возникли после последнего пожара. Над входом — нависает роза, освещающая открытую галерею продольного нефа. Она выполнена при помощи масверка. Выше неё находится двойное окно, завершенное стрельчатой аркой. Середина фасада оканчивается вершиной шипца, окаймленного треугольным карнизом, несущим каменный крест. На расстоянии приблизительно одного метра от карниза шипца виднеется перпендикулярная полоса, предполагающая первоначальную высоту западного фасада. С двух сторон щипца примыкают формы восьмибоковых башен, на стыке которых присутствуют водосточные отводы. Каждая башня состоит из 4 частей, что отделяет друг от друг кордонная линия (карниз из сплошного ряда свешивающихся каменных плит).

#### Колокольня
В 1504 году была поставлена колокольня отдельно от храма влево напротив первоначального входа.

### Северный фасад
Северная часть фасада произведена также каменной кладкой. Разделена на 6 частей. Первая от запада: гладкая стена, завершающаяся кордонной линией одного из этажей башни. Окно, выполненное стрельчатой аркой, освещает, как и роза, открытую галерею продольного нефа. Слева от окна расположена небольшая пятиэтажная башня, которая скрывает лестницу. Первые два этажа имеют прямоугольный план, последующие три — пятиугольный. Заканчивается башня пирамидальной крышей.
Следующие пять частей фасада отделяют друг от друга 4 опорных контрфорса, связанных со стеной аркбутана, на пятом — заканчивается северная часть фасада раннеготического стиля.
На данной стороне костёла Святого Варфоломея находятся два портала, один из которых сегодня является входом в храм. Находится он ближе к западной части фасада. Имеет стрельчатую форму с тремя колоннами и архивольтами, два промежутка которых орнаментально украшены. Капители колонн растительного мотива завершаются абакой. Над дверью расположен тимпан. Сама дверь выполнена при помощи позднеготического металлического украшения, трех выразительных поясов, оканчивающихся формой лилии. На сегодняшний день портал является копией, оригинал в 1908 году был перемещен в Лапидарий Национального музея в Праге.
Второй восточный портал принадлежит 1880-м годам, первый вариант которого остался неизвестным. Имеет стрельчатую форму. Дверь двустворчатая, украшена металлическим украшением, соответствуя своему времени происхождения.
К порталам ведут три ступени.
Окна северного фасада имеют разную высоту парапета. Над порталами окна на четверть меньше остальных. Кроме того над восточным порталом находится роза.

### Южный фасад
Южная часть фасада подобна северной стороне. Главными отличиями являются: отсутствие порталов и наличие капеллы между первыми двумя контрфорсами ближе к западной стороне костёла. Небольшая башня, скрывающая лестницу, выполнена идентично северной стороны.

### Хор
Возведение хора является самым значимым видоизменением храма не только для Колина, но для Чешских земель в целом. Начало строительства датировано на мемориальной доске внутри костёла, находящейся в галереи хора; 1360 год. На сегодняшний день это высокое сооружение, отличающееся от нефов, ведь первоначальный замысел был — сохранить единый уровень за исключением двух башен западного фасада.
Согласно плану имеет девять сторон, представляет половину восемнадцатиугольной фигуры. Углы выражены при помощи двусторонних пилонов, стремящихся к карнизу фасада.
Использование треугольных опор в качестве заполнения стены галереи между капеллами хора оставляет верхнюю часть как «пустым» участком стены. Петр Парлерж специально не декорирует данную часть, подчеркивая тем самым функцию галереи как «цоколь», на который облегченно наседает хор с хрупкой на первый взгляд опорной системой.
В верхней половине сооружения — горгульи, оформленные в виде животных. Выше — галерея, к которой изнутри сооружения ведут три винтовые лестницы. Галерея является открытой частью; окаймлена балюстрадой, построенной из ажурных плит, узоры которых хронологически совпадают с рисунком оконных переплетов. По краям возвышаются десять опорных пилонов с аркбутанами, каждый из которых оканчивается пинаклем с остроконечными фиалами.

## Интерьер
Так как храм состоит из двух частей, возведенных в разное время, отличия состоят не только в экстерьере, но и в интерьере. Костёл хранит в себе архитектурные детали разных столетий, во время которых терпел видоизменения.
Как указано выше, храм является трехнефным с трансептом. Самым широким нефом является центральный.

### Нефы
Северный боковой неф идентичен южной части костёла по размерам, но не оформлением. Примечательным отличием является витраж окон. Яркие теплые цвета символизируют огонь. Во время Великой Отечественной войны Колин бомбардировали, и в нескольких метрах от храма скинули бомбу. Вследствие чего окна храма были повреждены, а далее и изменены.
Трансепт — перпендикулярный неф, возник вычленением одной пары межнефных колонн. Данное изменение произошло в 1270-х годах. В восточной части данный неф оканчивается триумфальными арками, на одной из которых заметны остатки фрески. Мотивы изображения — растительные, орнаментальные. Свод перед трансептом с северной стороны шестигранный, остальные в северном нефе — крестовые, розетка в некоторых сводах отсутствует, однако большая часть замковых камней украшена по мотивам животных (например, зайцы) и растений. Столб-устой включает в себя восемь капителей, основным оформлением которых листья винограда. Однако между центральным и северным нефом имеется капитель с мотивом пеликанов. Считается, что данное изображение символизирует жертвоприношение Христу.
Центральный неф является самым широким. От первоначального входа (с западной части костёла) неф вел к пресвитерию. Свод — крестовой. На пересечении нервюр — розетки. Оканчиваются нервюры, как и в боковых нефах, капителями. В центральной части помимо растительных мотивов оформления есть такие, что связаны с историей города, например напоминающие изображения герба: два переплетенных дракона символизируют победу крестьян над дьяволом. Также появляется изображение человека. Загадкой является появление еврейского мотива (мужчины с характерными головными уборами), что не свойственно для средневековой Чехии. На колоннах видны разные метки, которые принадлежат строителям костёла. Тем самым они обозначали, кому принадлежит тот или иной камень. В плане столб-устой имеет восьмиугольную форму.
Южный боковой неф является зеркальным отражением северной части храма. Отличается такими деталями как капителями колонн и замковыми камнями. Восточная часть данного нефа — трансепт, также оканчивается стрельчатой триумфальной аркой. На стене над аркой находится окно. На сегодняшний день оно не имеет никакой функции, хоть и предназначалось для освещения верхней открытой галереи. Однако галерея была разрушена вследствие пожара в 1769 году и не была восстановлена.
Свод также крестовой. Розетка в некоторых пересечениях нервюр отсутствует, или же имеет мотивы Фролы и Фауны. Например, мотив трех рыб является одним из удивительных, так как морская тематика не совсем характерна для Чешских земель.
Также в южном нефе находится вход в Коковскую капеллу (Kokovská kaple). Ведут к ней несколько ступеней. По отношению самого храма она возвышена. В плане имеет шестиугольную фигуру. Внутри находится алтарь Марии Болестне (oltář P. Marie Bolestné). Свод — шестигранный. Главным отличием является то, что нервюры там оканчиваются так называемыми масками (маскаронами). Розетки не пересечение нервюр нет.
В южной части храма есть детали, которые не дают объяснения своему появлению. Например, в западной части нефа надгробный камень. В некоторых источниках говорится, что он принадлежит романскому стилю и что это загадка, как камень старше самого костёла мог оказаться внутри сооружения?
Таким же примером может послужить ещё один камень около входа в капеллу. На нем изображен крест.

### Хор
Важно заметить качество сооружения с технической точки зрения, а именно то, что касается работы с камнем; смещение подпружных арок (упорная арка, укрепляющая или поддерживающая свод) и сложных сбегов. Во всем этом нет недостатков или сдвигов, что в целом производит впечатление гармоничной и искусной работы мастеров.
С интерьером храма, а именно хора, можно провести параллель с другими работами, принадлежащими парлежскому кругу, но ни одно сооружение не будет похожим полностью на Костёл Святого Варфоломея в Колине.
Хор состоит из пресвитерия и деамбулатория с восьмью аркадами. Арки кирпичные, облицованы белой, слегка бежевой штукатуркой, лишь в нескольких боковых капеллах виднеются кусочки новоготической орнаментальной фрески.
Главным отличием хора храма Святого Варфоломея от западноевропейских костёлов является ось симметрии. Как правило, она должна проходить от окна хора, в Колине же — от центральной колонны.
Своды — крестовые. У завершения хора используется система свода из трех частей, которая прямо взаимосвязана со сводом сооружения Святого Вита (Svatovitský dům v Praze).
Полукруглая обходная галерея (деамбулатория) имеет трехгранный свод с небольшими розетками, мотив которых растительный. В пресвитерии на пересечении нервюр отсутствуют замковые камни. Пол пресвитерия выше, чем в деамбулатории и нефах.
Под центральной частью хора находится большая гробница. Создана на конце XVI столетия для погребения известных горожан Колина. Последнее захоронение произошло в 1780 год после периода Йозефинских реформ.

## Убранство
Предметы как и архитектурные детали храма принадлежат разным периодам.
Скамейки для верующих выполнены в раннем барочном стиле, являются атрибутом XVII столетия.
На колоннах по сторонам от триумфальной арки находятся картины с изображением Святого Прокопа и Святого Войтеха художника Йозефа Крамолина (1801).
В хоре, части пресвитерия, находится главный алтарь. Представитель псевдоготики (1910). Первоначальный алтарь Святого Вацлава был перенесен в западную часть северного нефа.
Слева от главного алтаря — пастофорий. Сегодняшний вид — результат реставрации 1910 года.
Кафедра, возвышение для духовного лица, которое читает проповедь, находится с левой стороны от алтаря между триумфальными арками.
Картина «Umučení a oslava sv. Bartoloměje» (мученическая смерть и чествование Святого Варфоломея) на сегодняшний день находится на западной стене хора, когда её первоначальным местоположением была северная часть сооружения.
В южной части хора находится самый старший надгробный камень, принадлежащий семье Рутхардовым (Ruthardovy).
Купель находится в северной части обходной галереи.

## Перечень капелл от южной стороны хора
1.Svatováclavská kaple s oltářem Narození Páně \ Капелла Св. Вацлава с алтарем рождения Христа
2.Svatojánská kaple s oltářem sv. Floriána \ Капелла Св. Яна с алтарем Св. Флориана
3.Šperlinkovská kaple s oltářem sv. Barbory \ Капелла Шперлинка с алтарем Св. Варвары
4.Řeznická kaple s oltářem sv. Kříze \ Капелла мяника с алтарем Св. Креста
5.Sladovnická kaple s oltářem P. Marie \ Капелла пивовара с алтарем Марии
6.Mlynářská kaple s oltářem sv.Aloise \ Капелла мельника с алтарем Св. Алоисе

## Цитаты
"… chrám sv. Bartoloměje nejen viditelnou dominantou města, ale i místem setkání člověka s Bohem, člověka s člověkem — místní městské komunity i poutníků, kteří středočeský Kolín navštíví. "
Praha, dne 2. Května 2007
«- Храм Святого Варфоломея является не только доминантой города, но и местом встречи человека с Богом, человека с человеком — местной городской общиной и местом встречи паломников, которые посещают Средочешских Колин»
Прага, 2 мая 2007 года

## Галерея

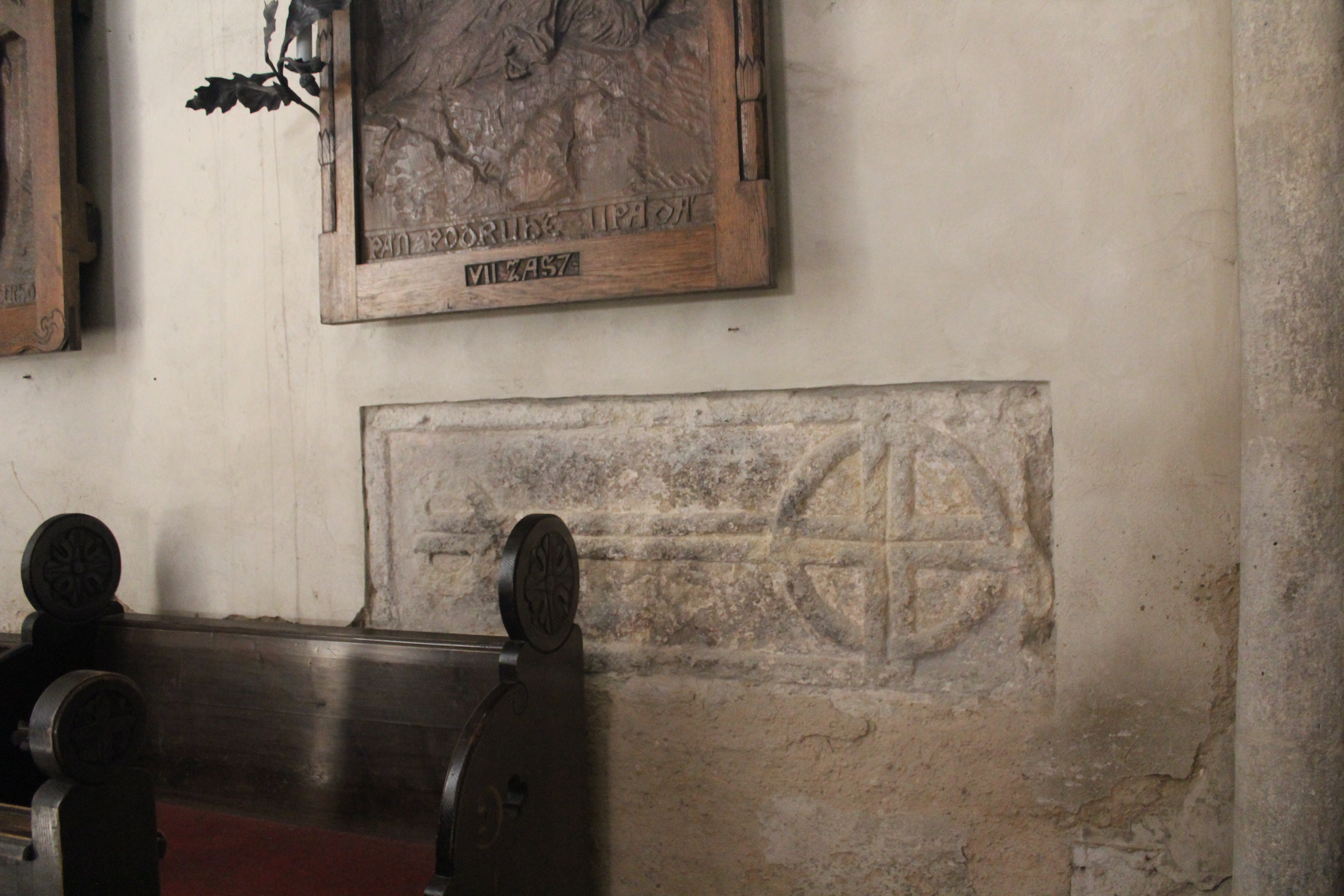
Надгробный камень костёла Святого Варфоломея
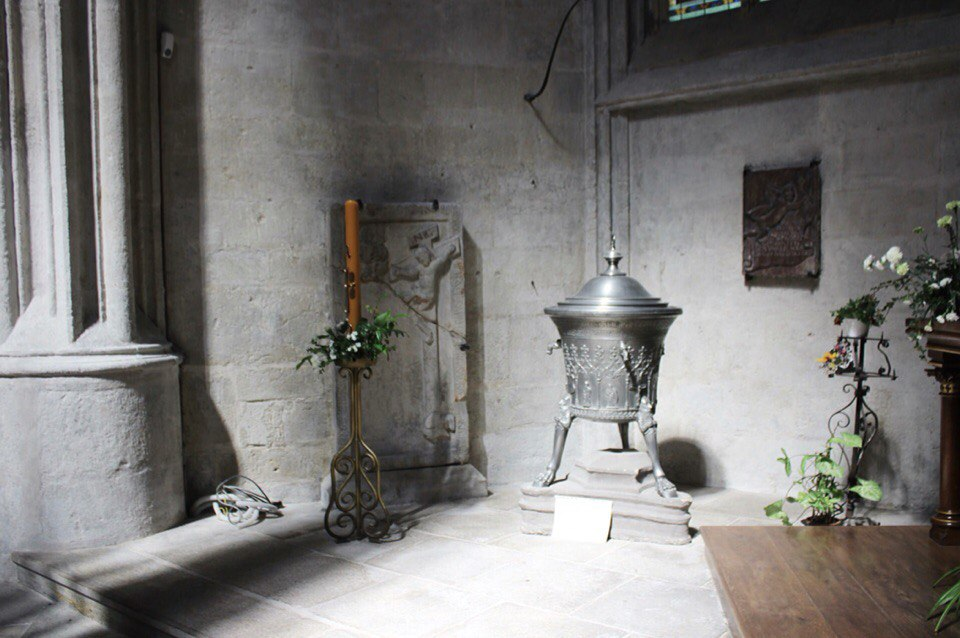
Купель костёла Святого Варфоломея
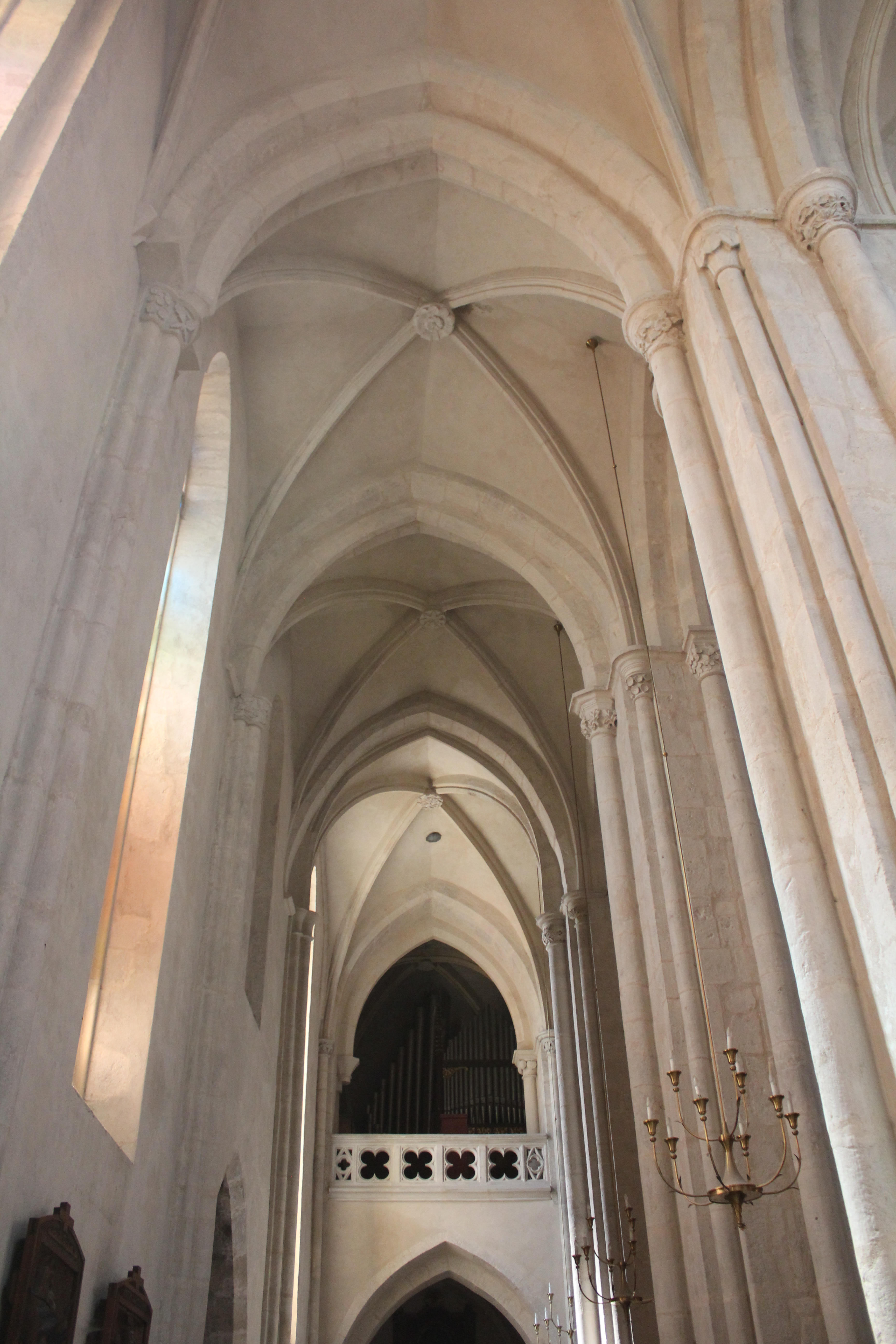
Южный неф
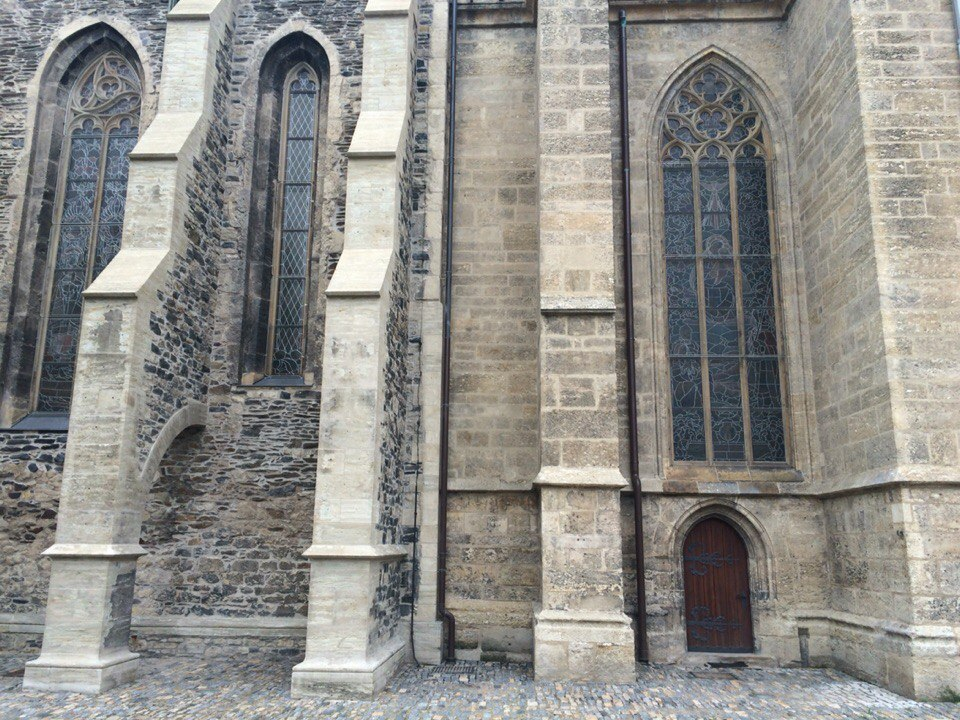
Южный фасад костёла Святого Варфоломея
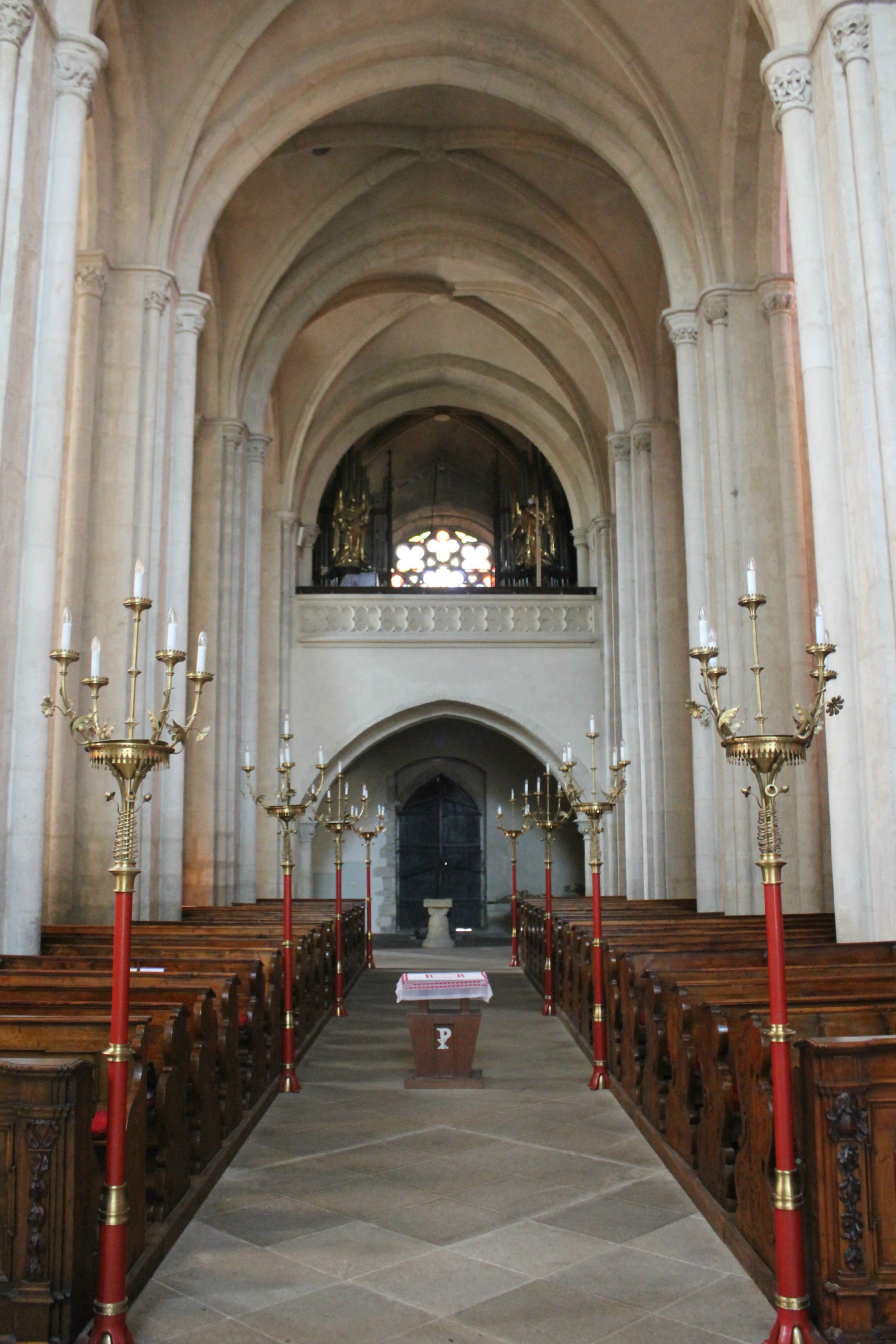
Центральный неф костёла Святого Варфоломея
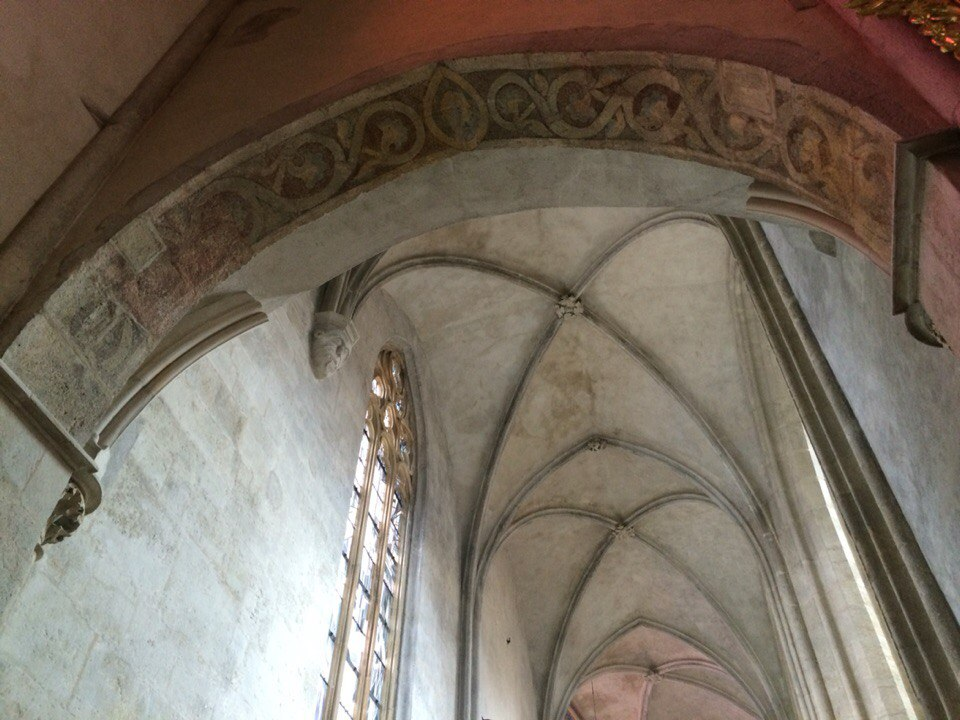
Фреска триумфальной арки
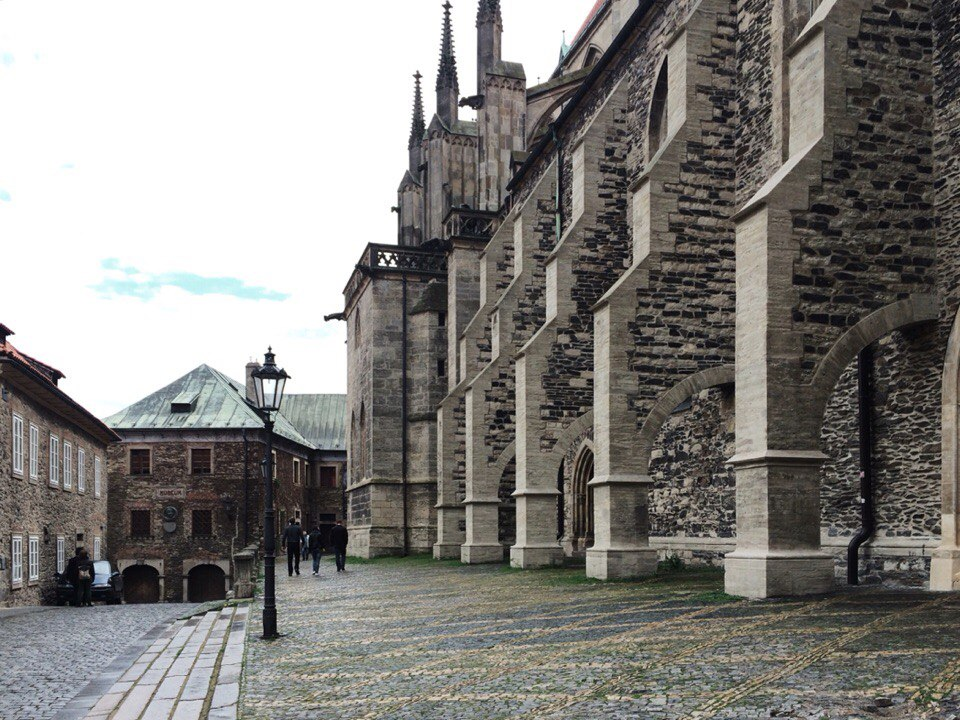
Северный фасад костёла Святого Варфоломея
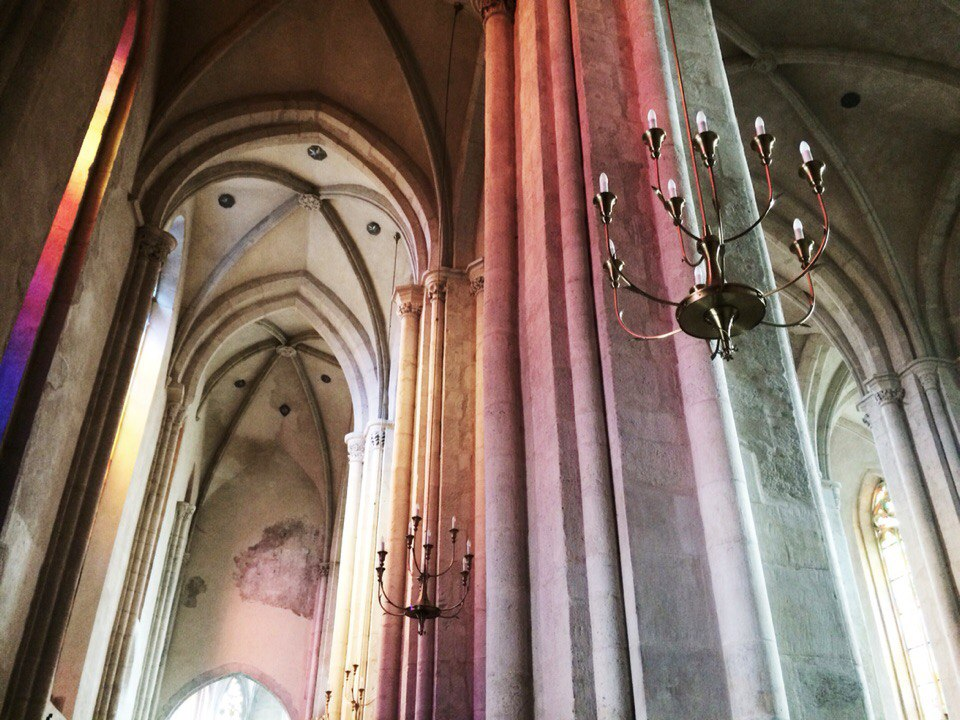
Северный неф
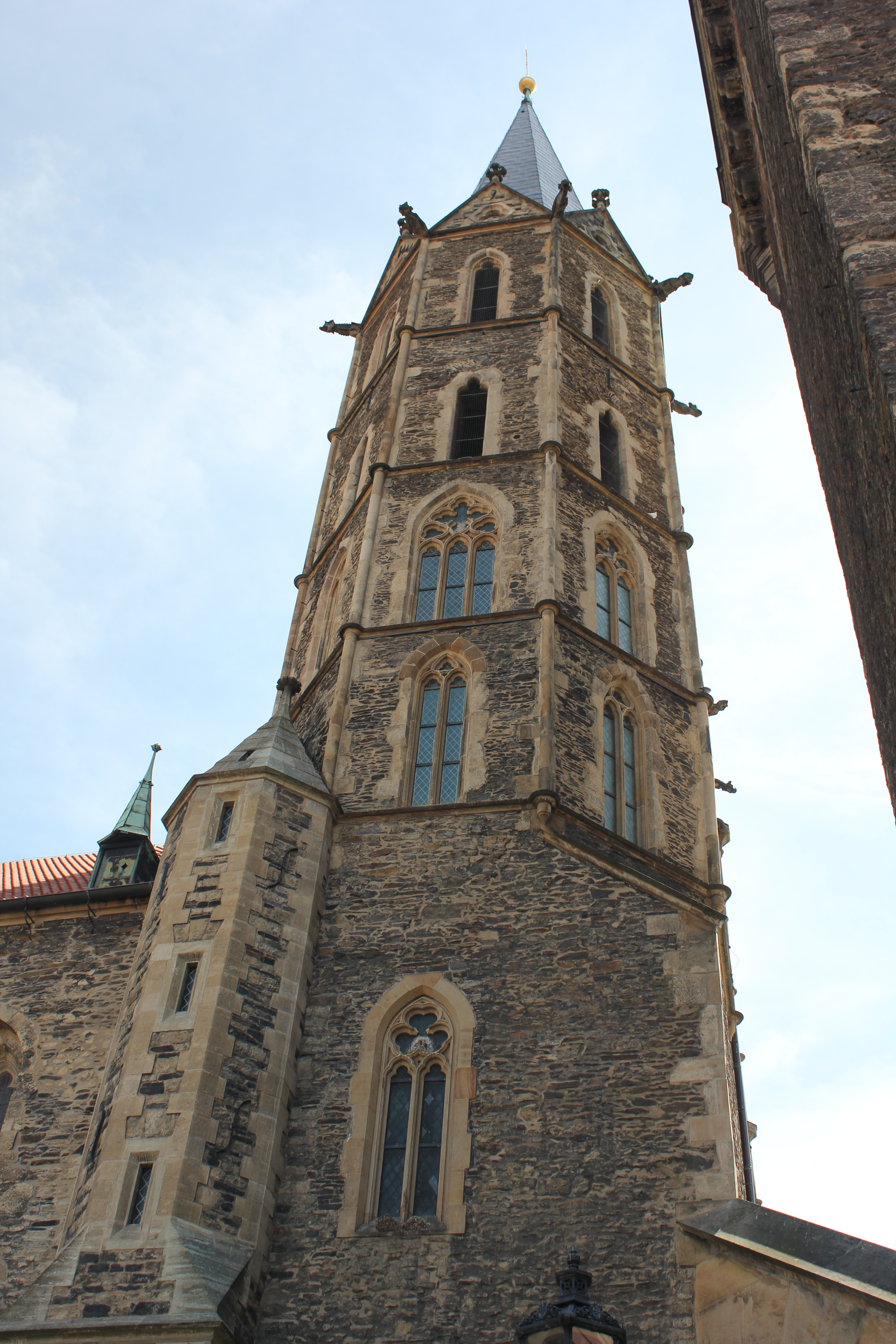
Северная башня костёла Святого Варфоломея
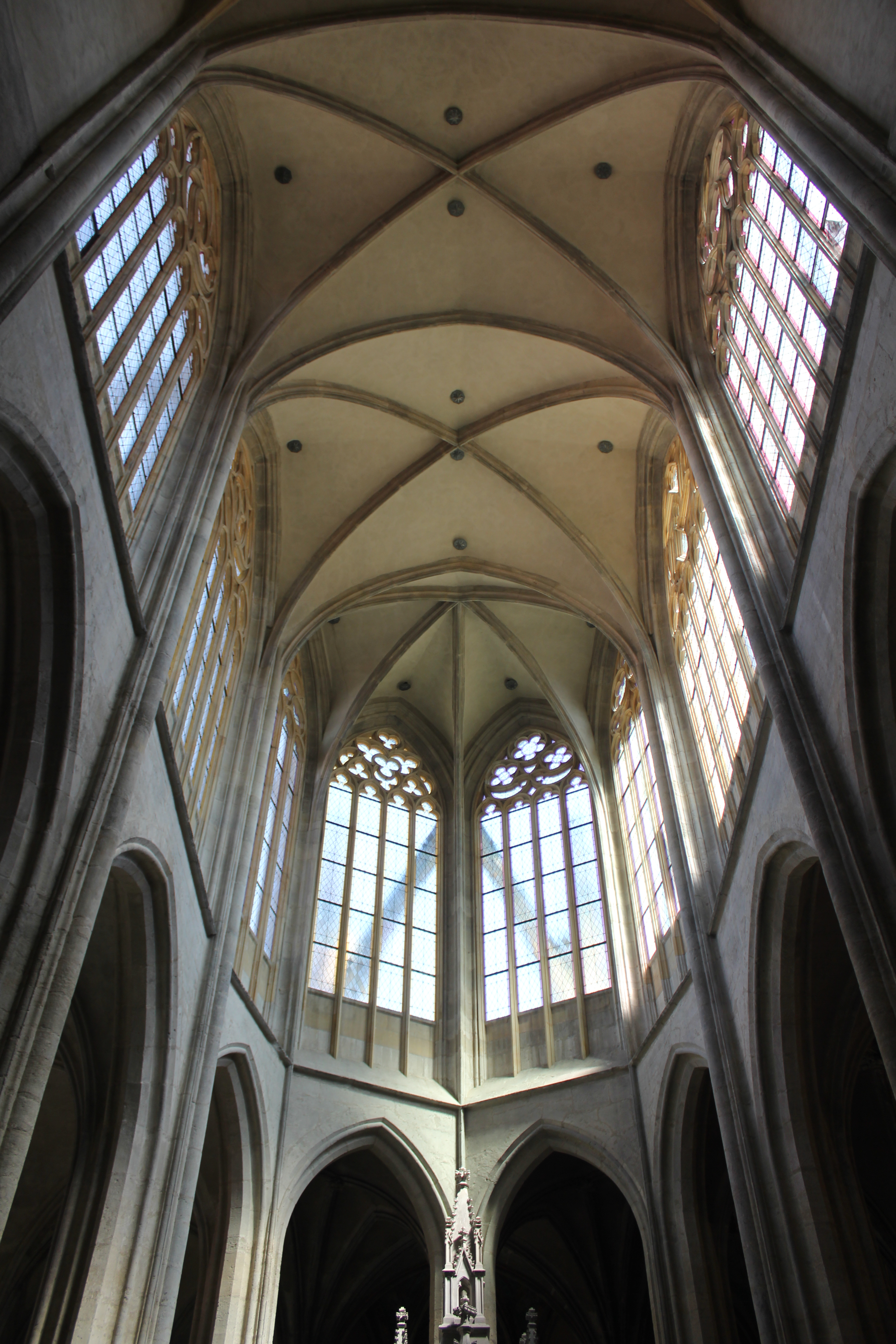
Своды хора
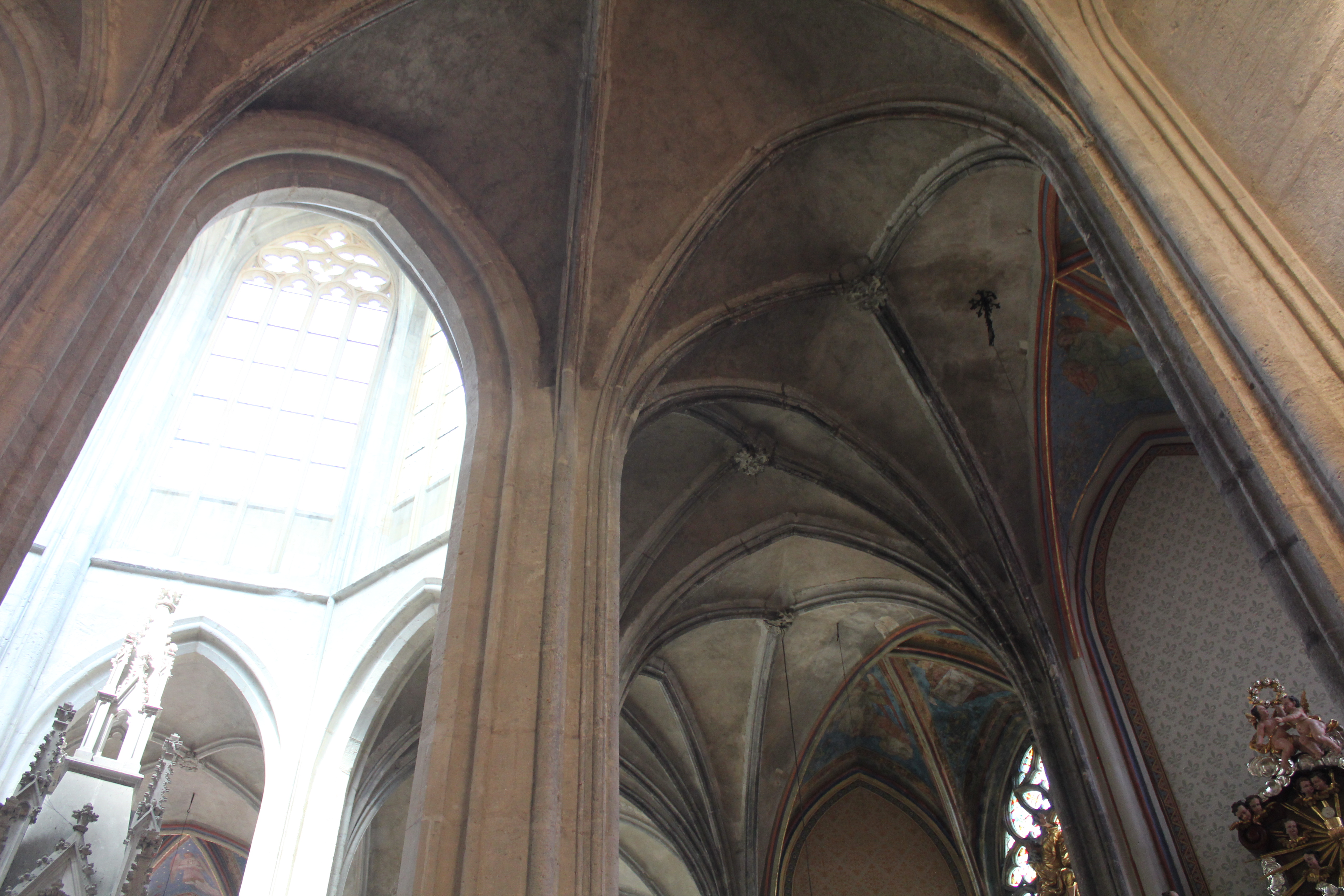
Своды обходной галереи
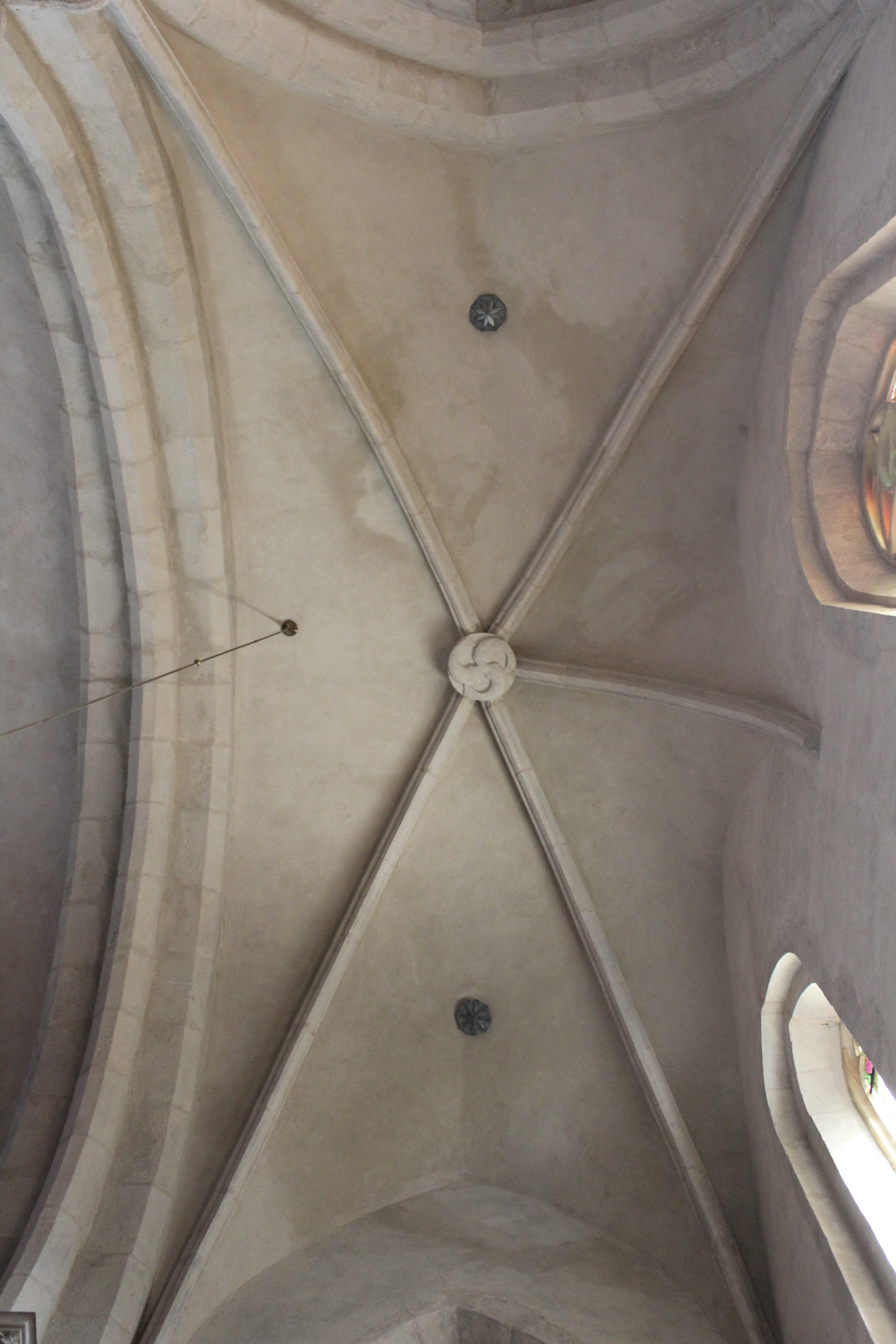
Розетка с мотивом трех рыб
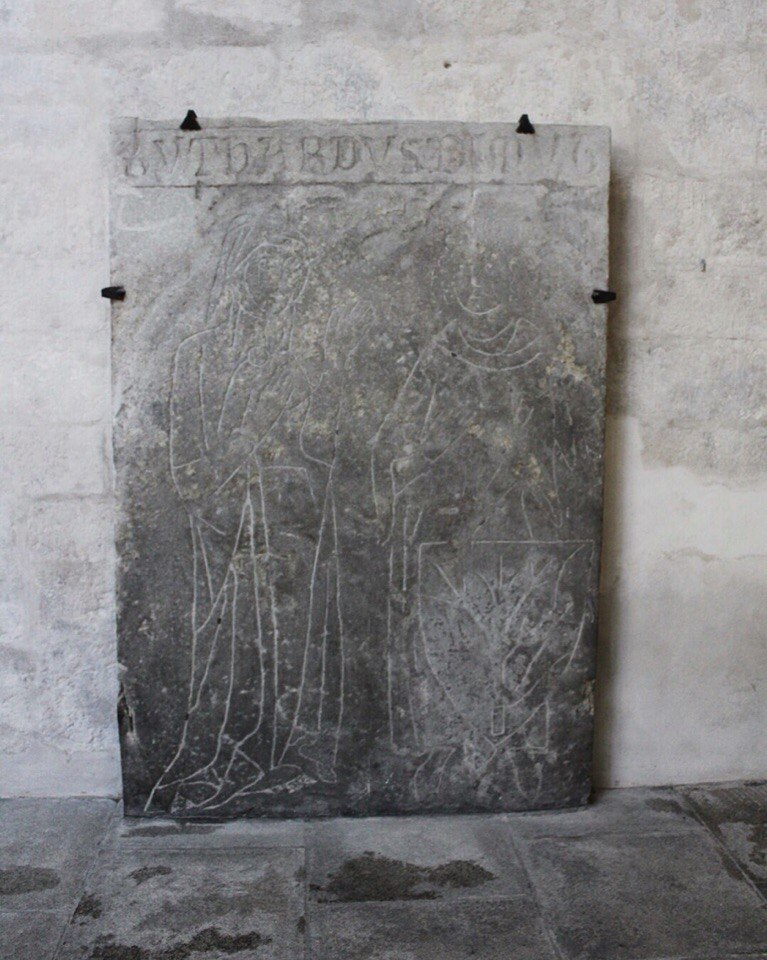
Самый древний надгробный камень семьи Рутхардовых (Ruthardovy)
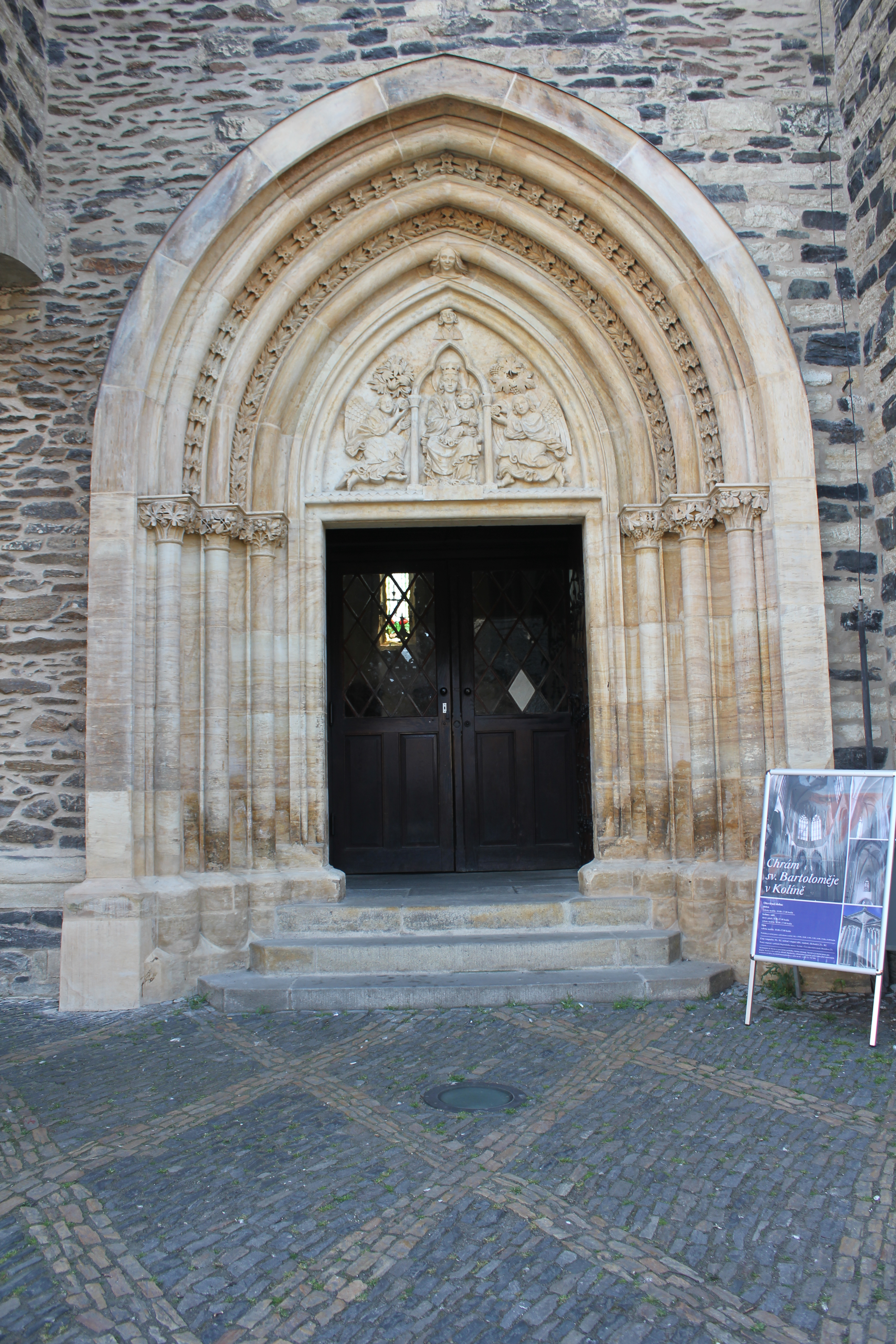
Портал, вход
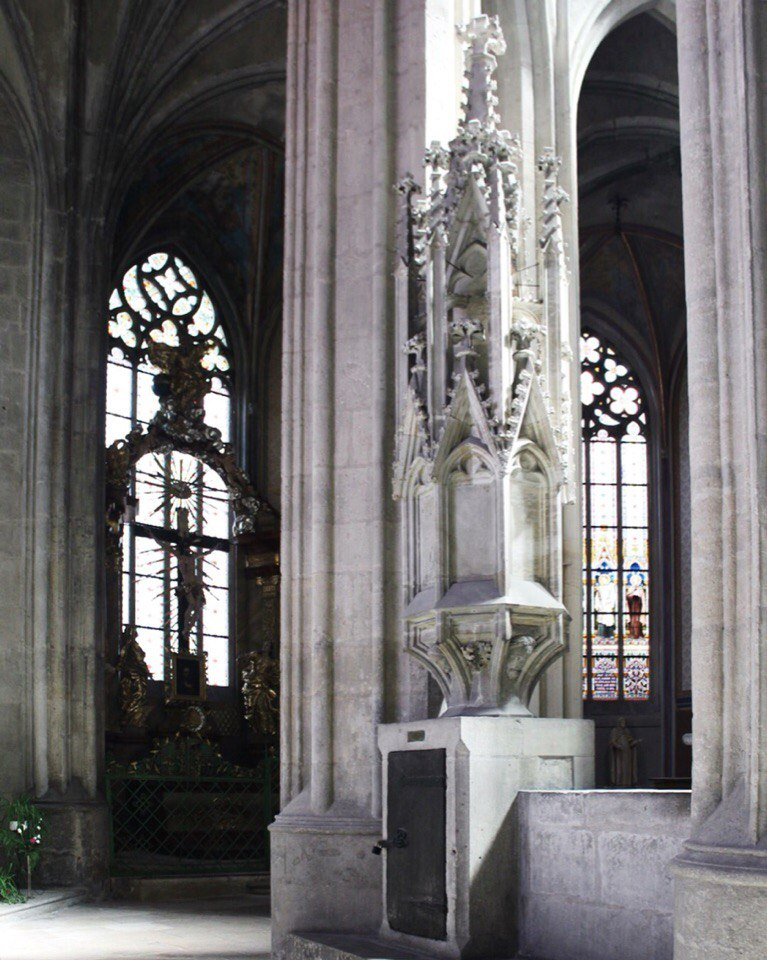
Пастофорий
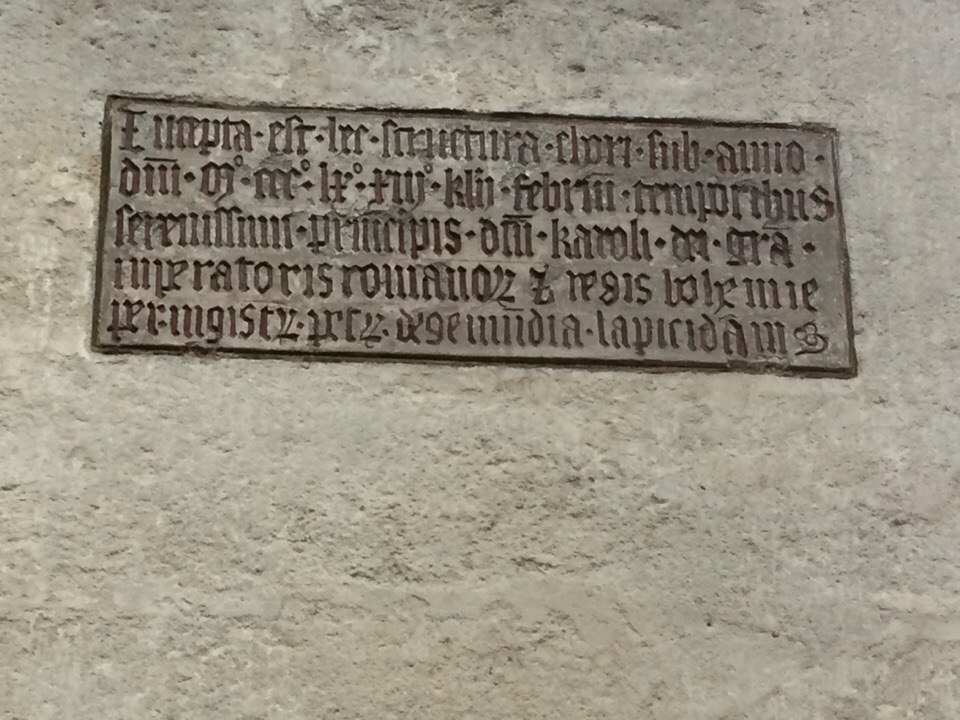
Памятная доска Петра Парлержа
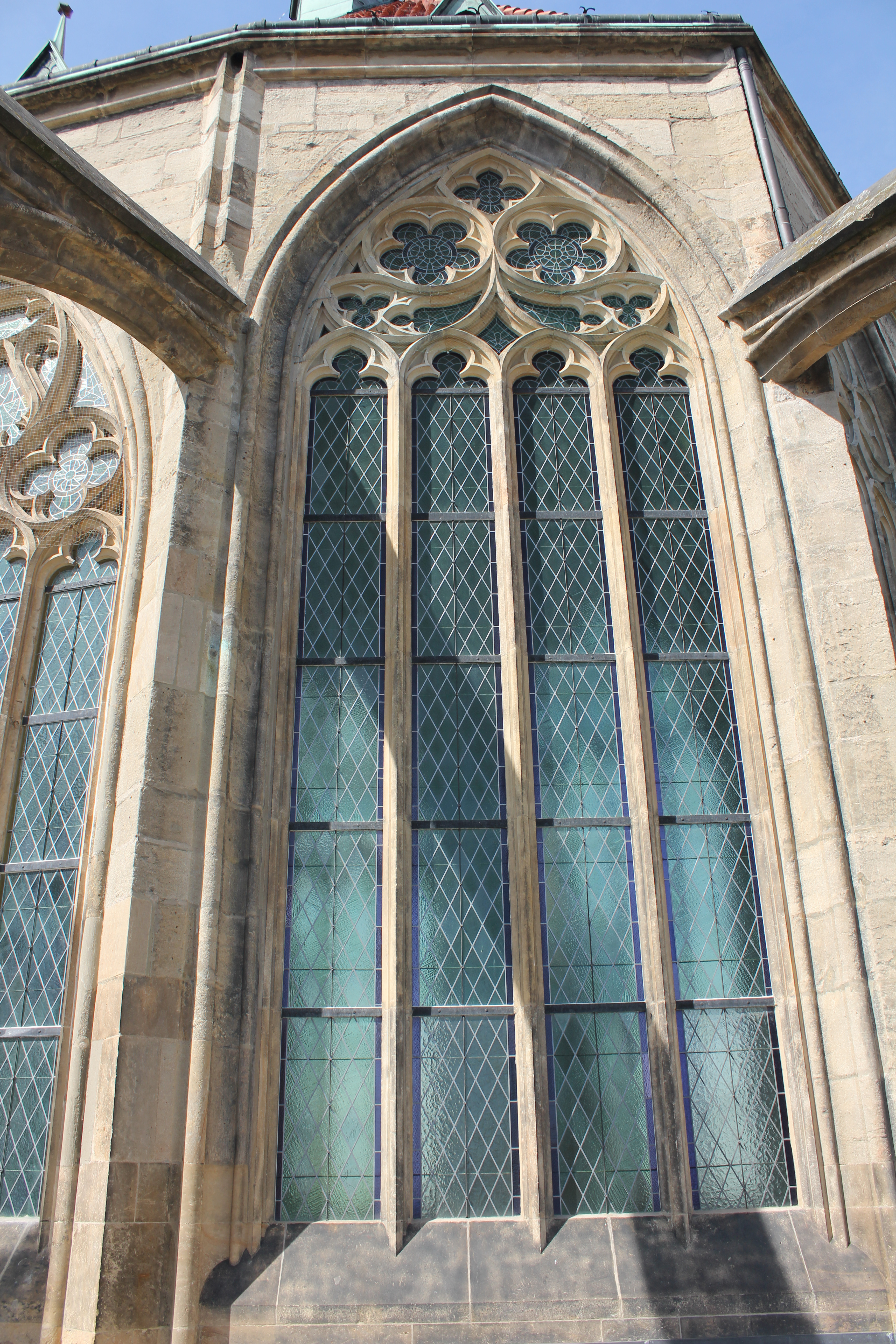
Окно хора (южная сторона хора)
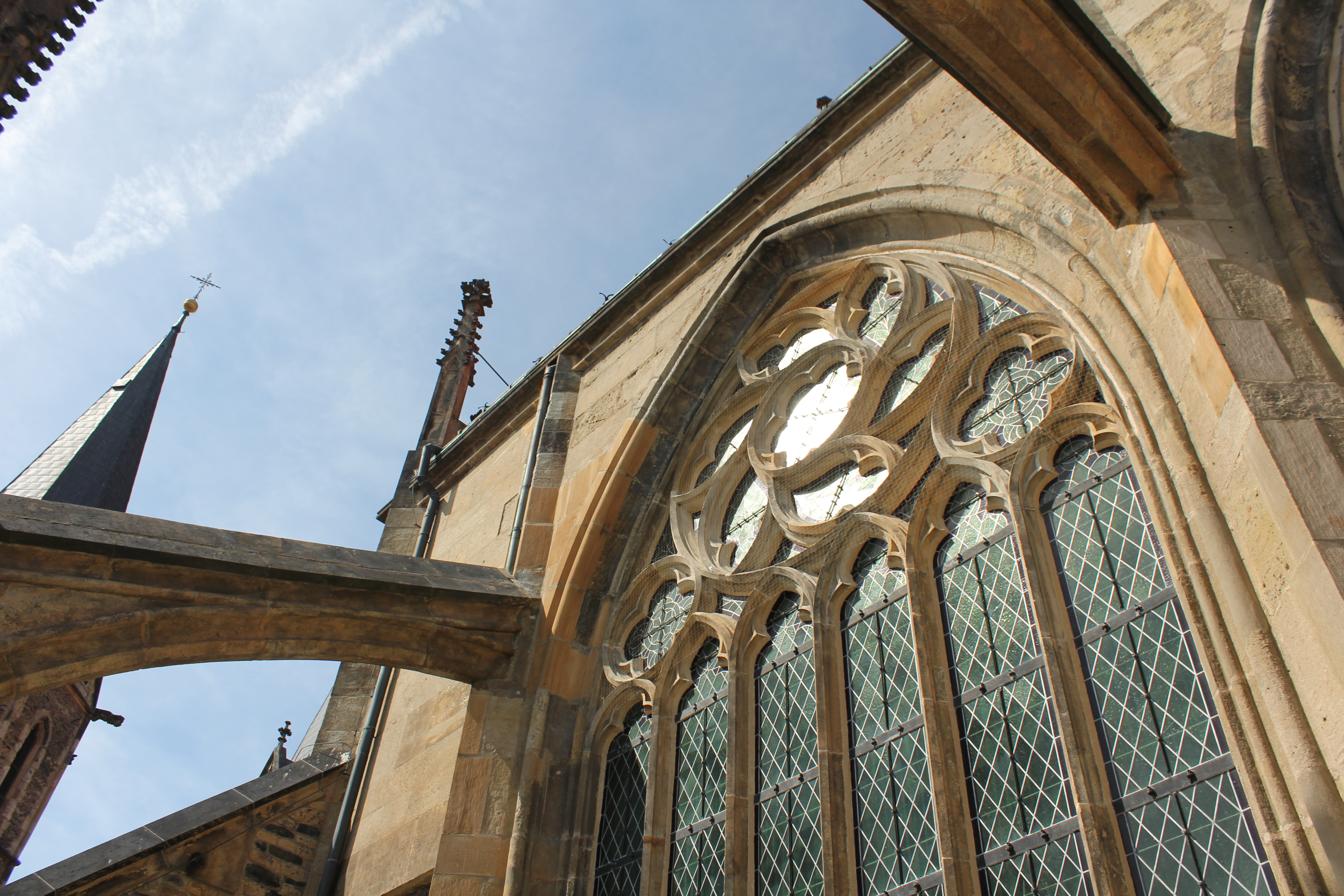
Окно хора
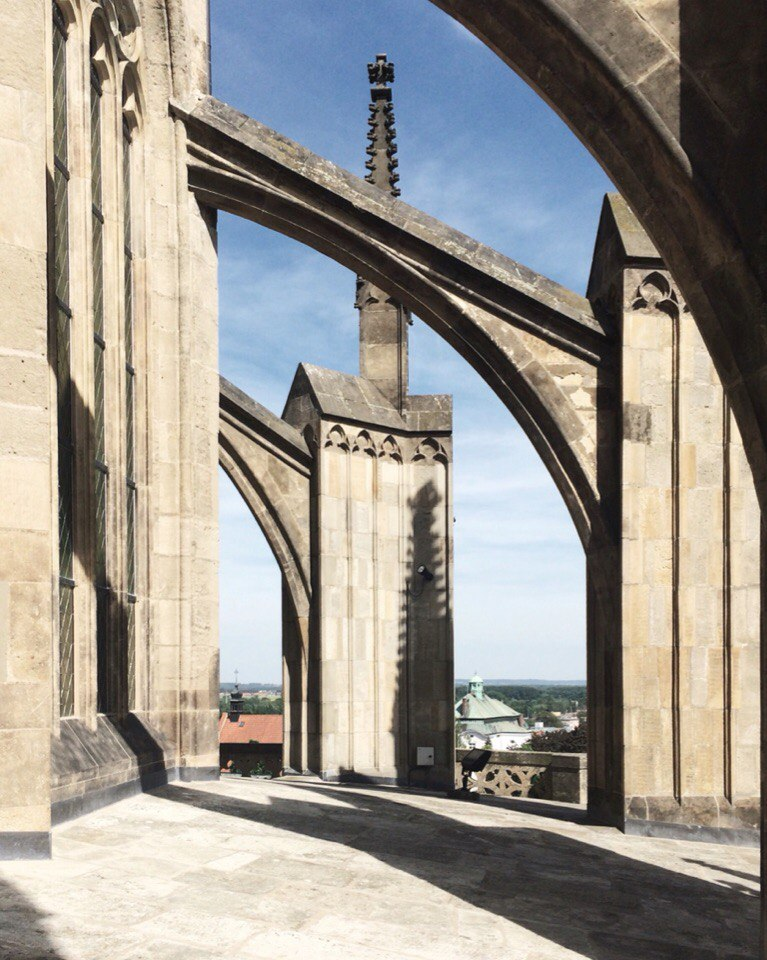
Опорная конструкция хора
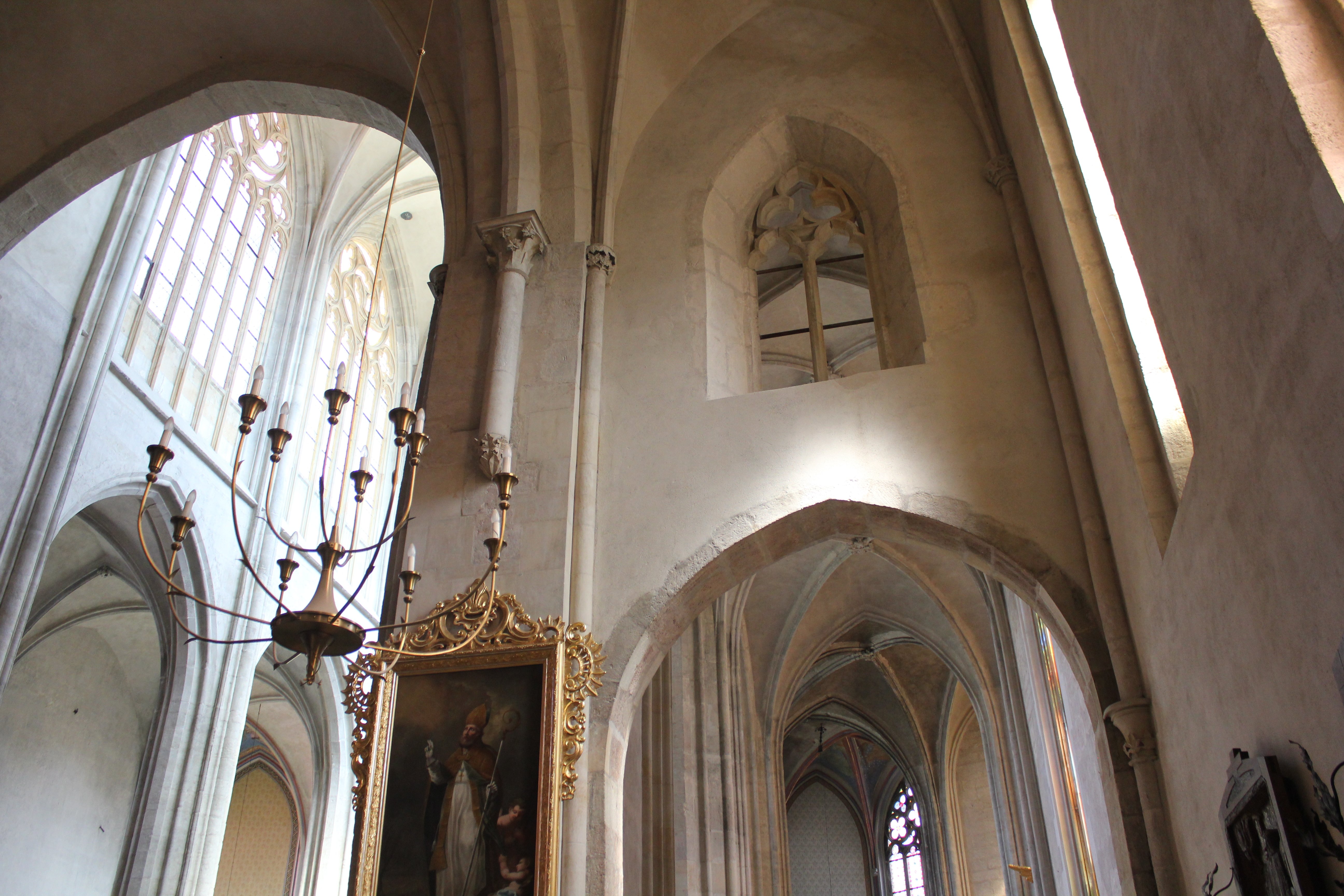
Окно над триумфальной аркой
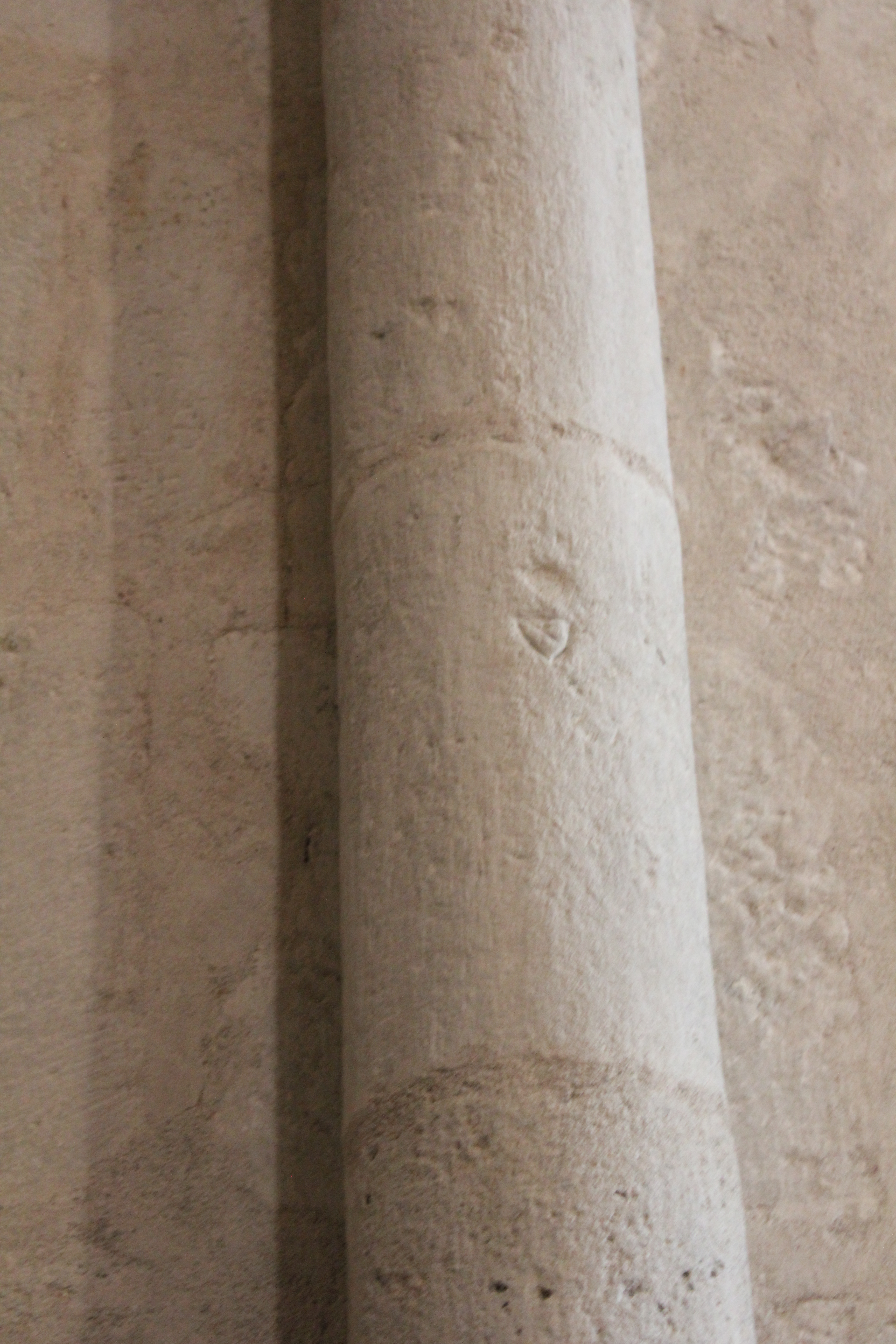
Метки (знаки) на колоннах
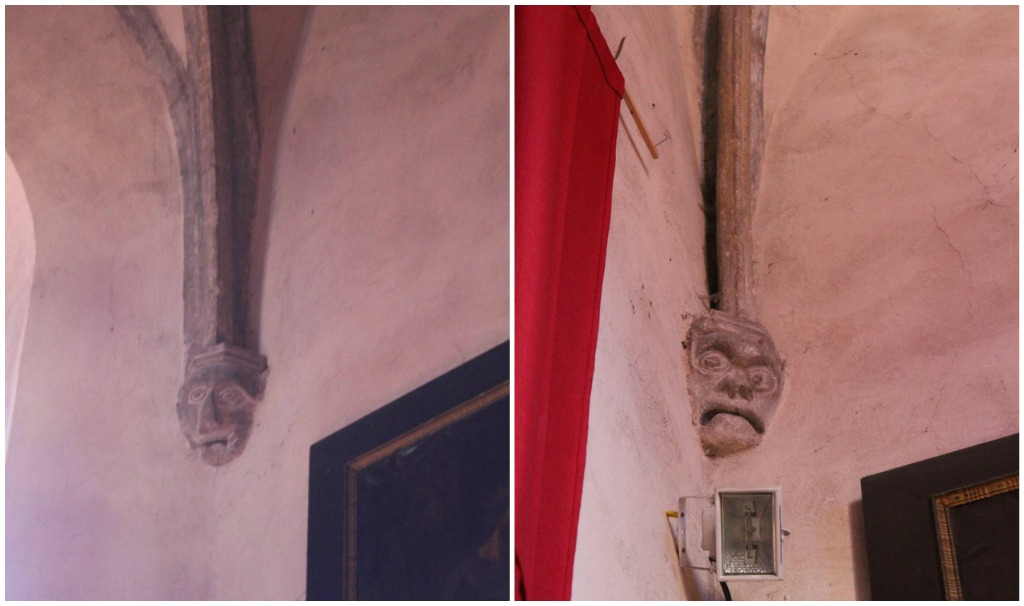
Маскароны костёла Святого Варфоломея
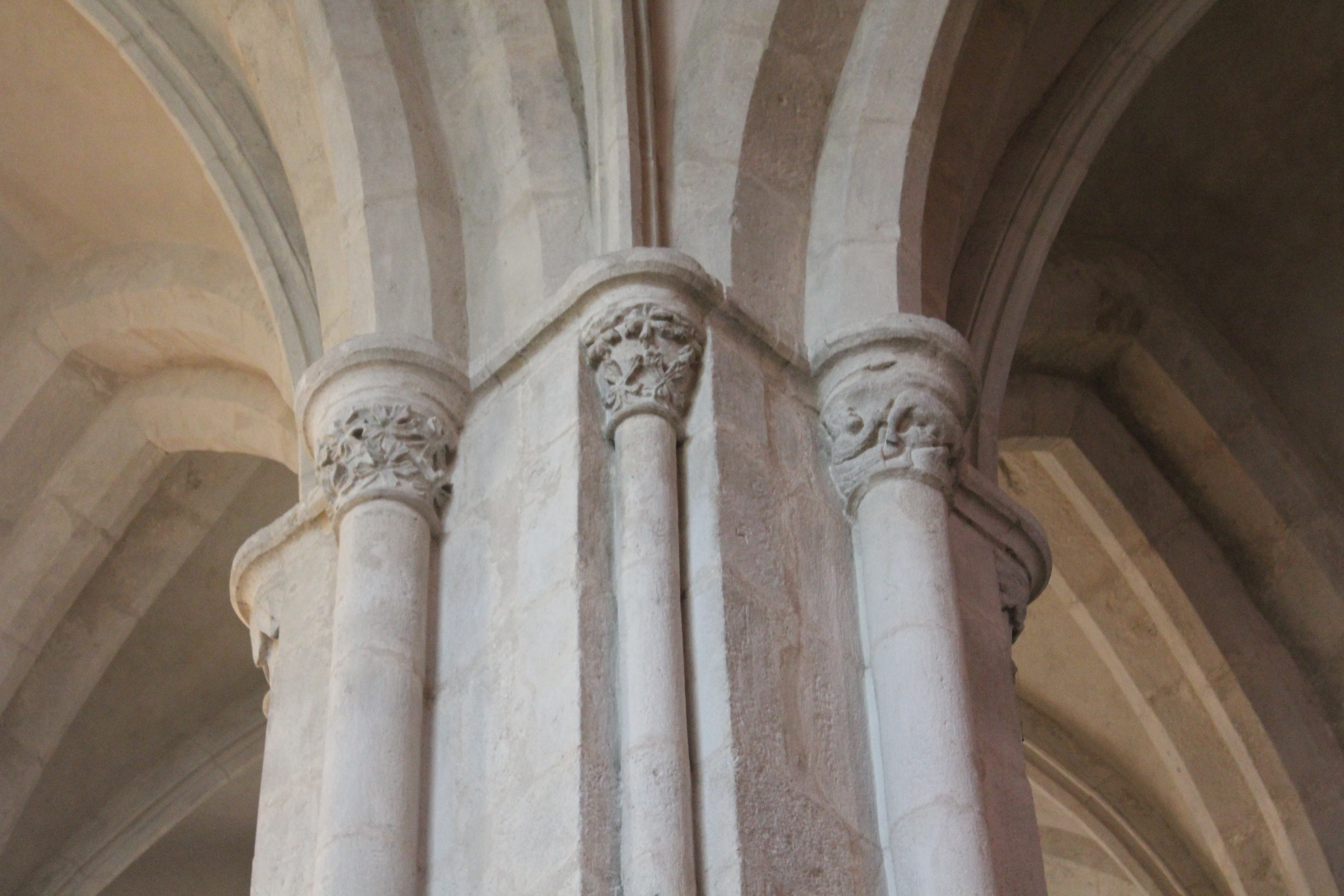
Капители с растительными мотивами и мотивами животных
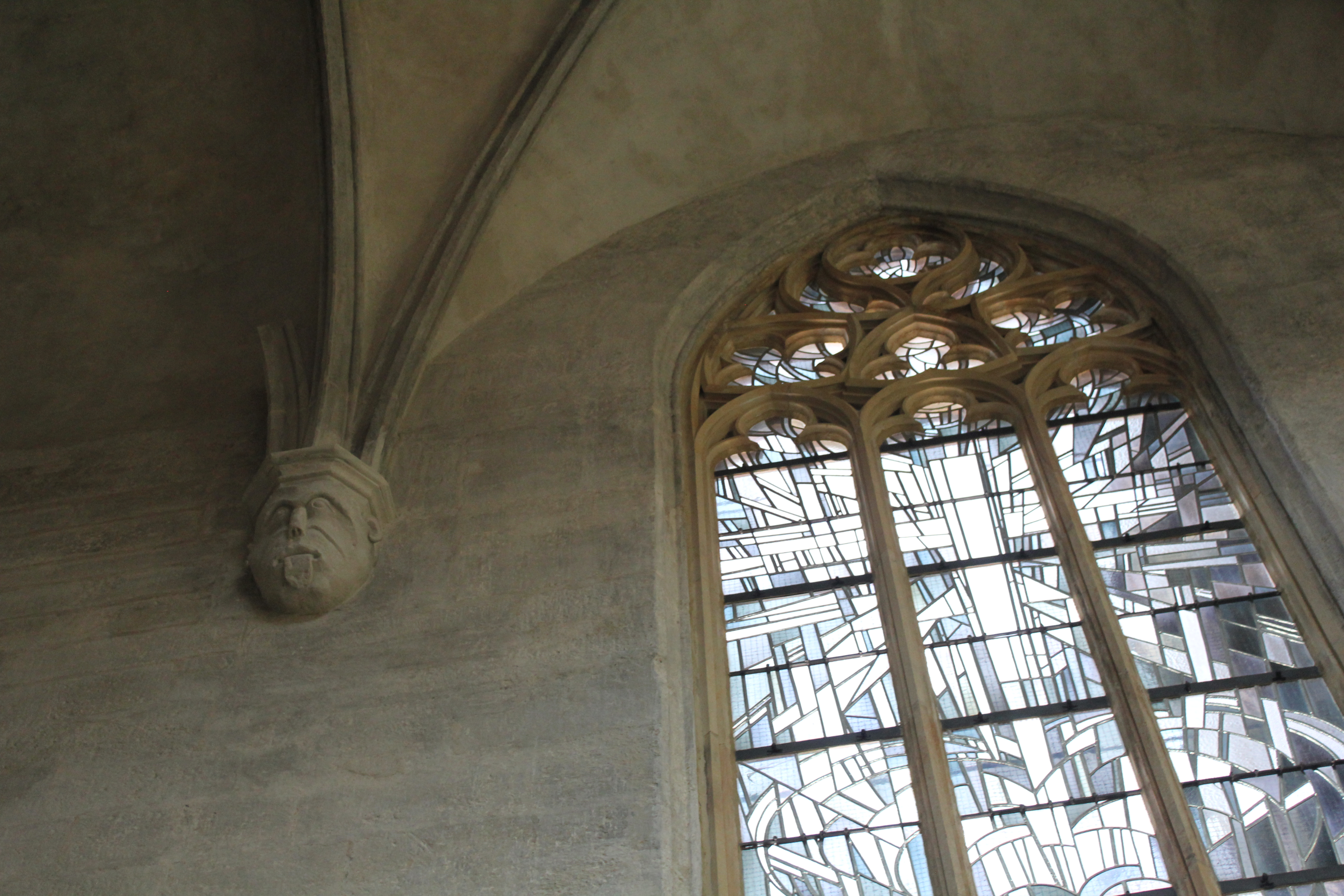
Маскарон, северная часть хора
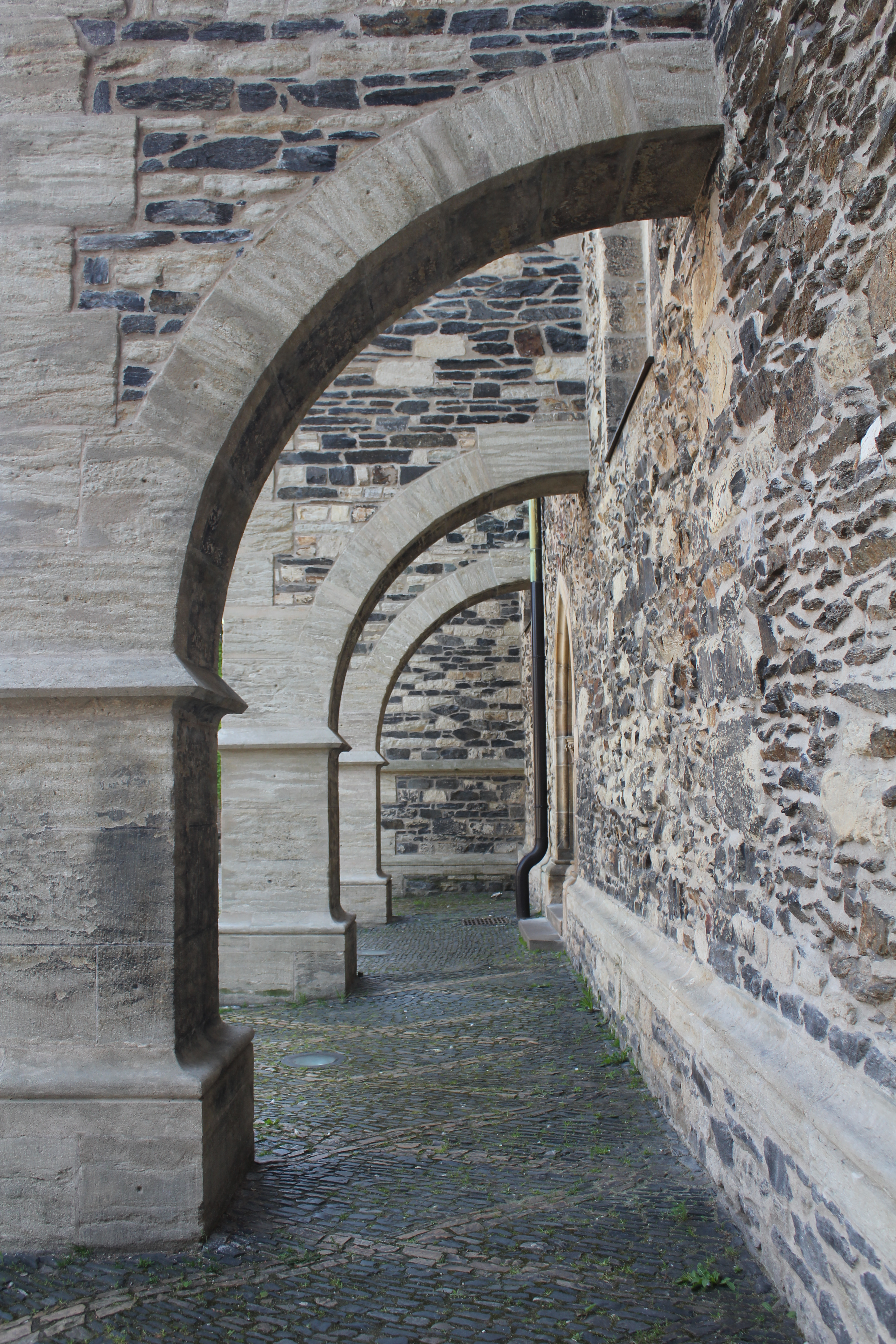
Контрфорсы
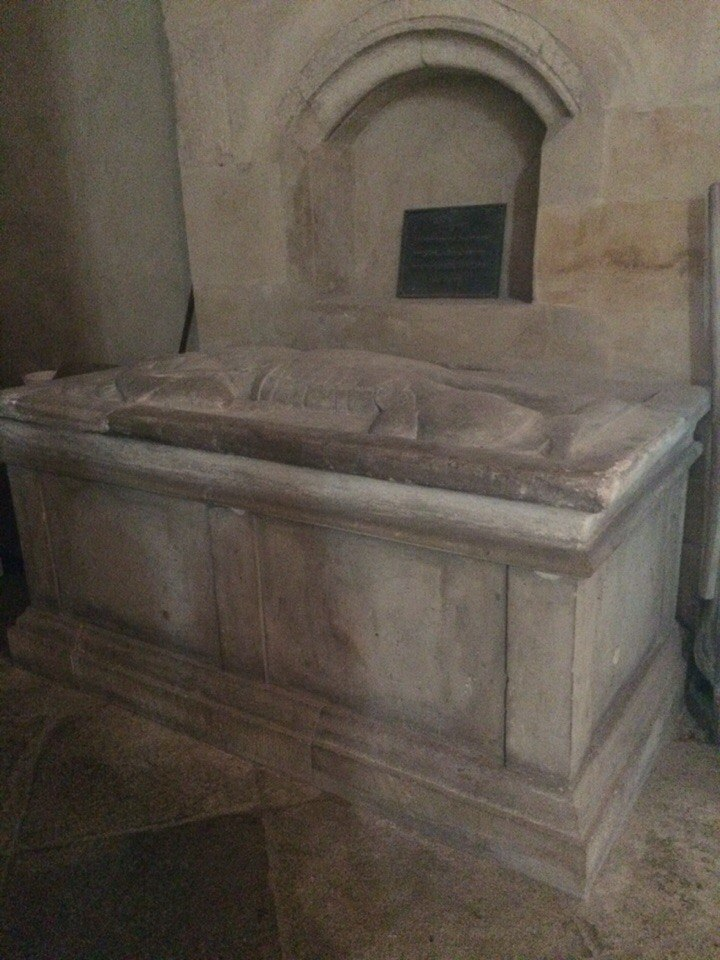
Гробница Святого Вацлава
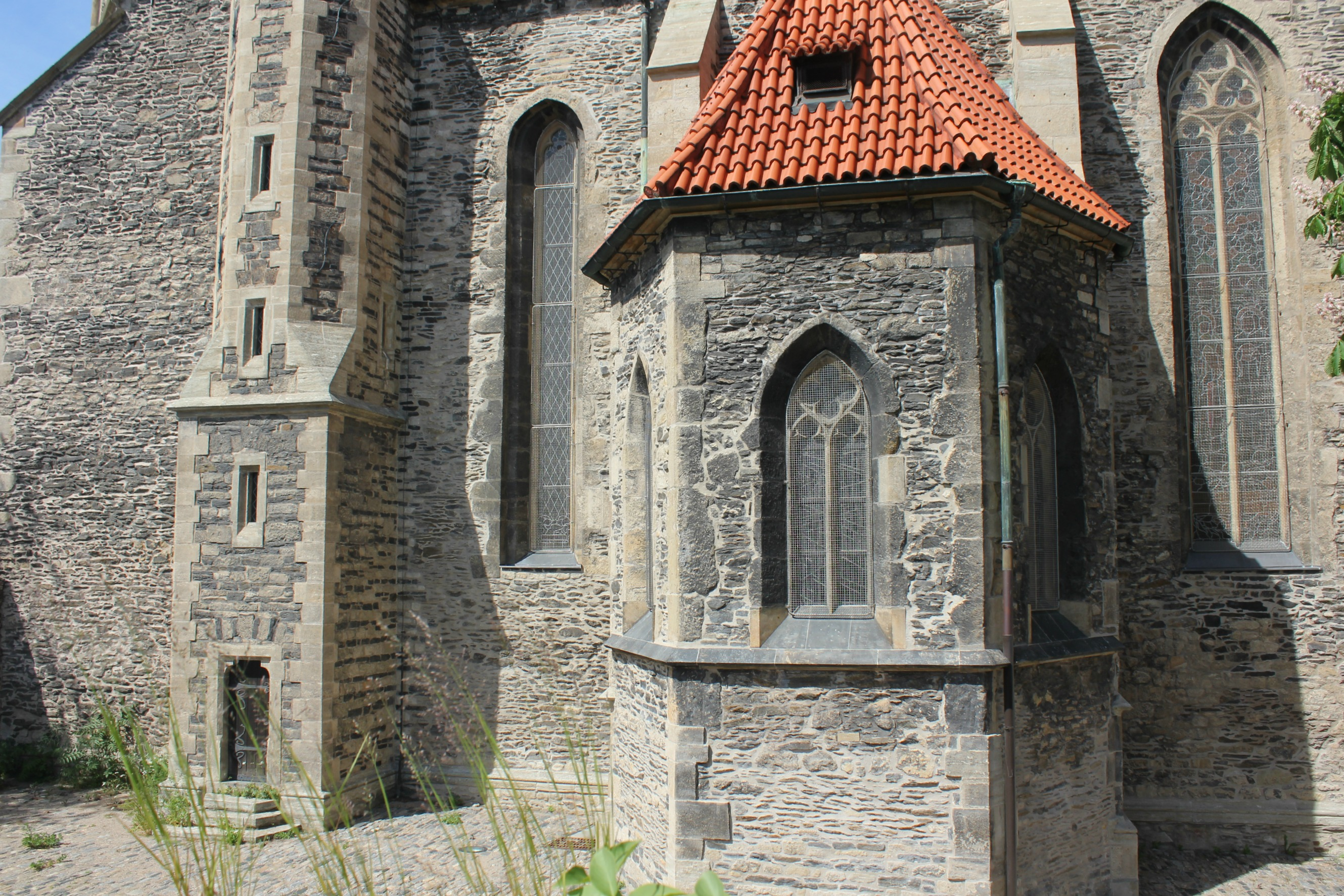
Капелла, южный фасад
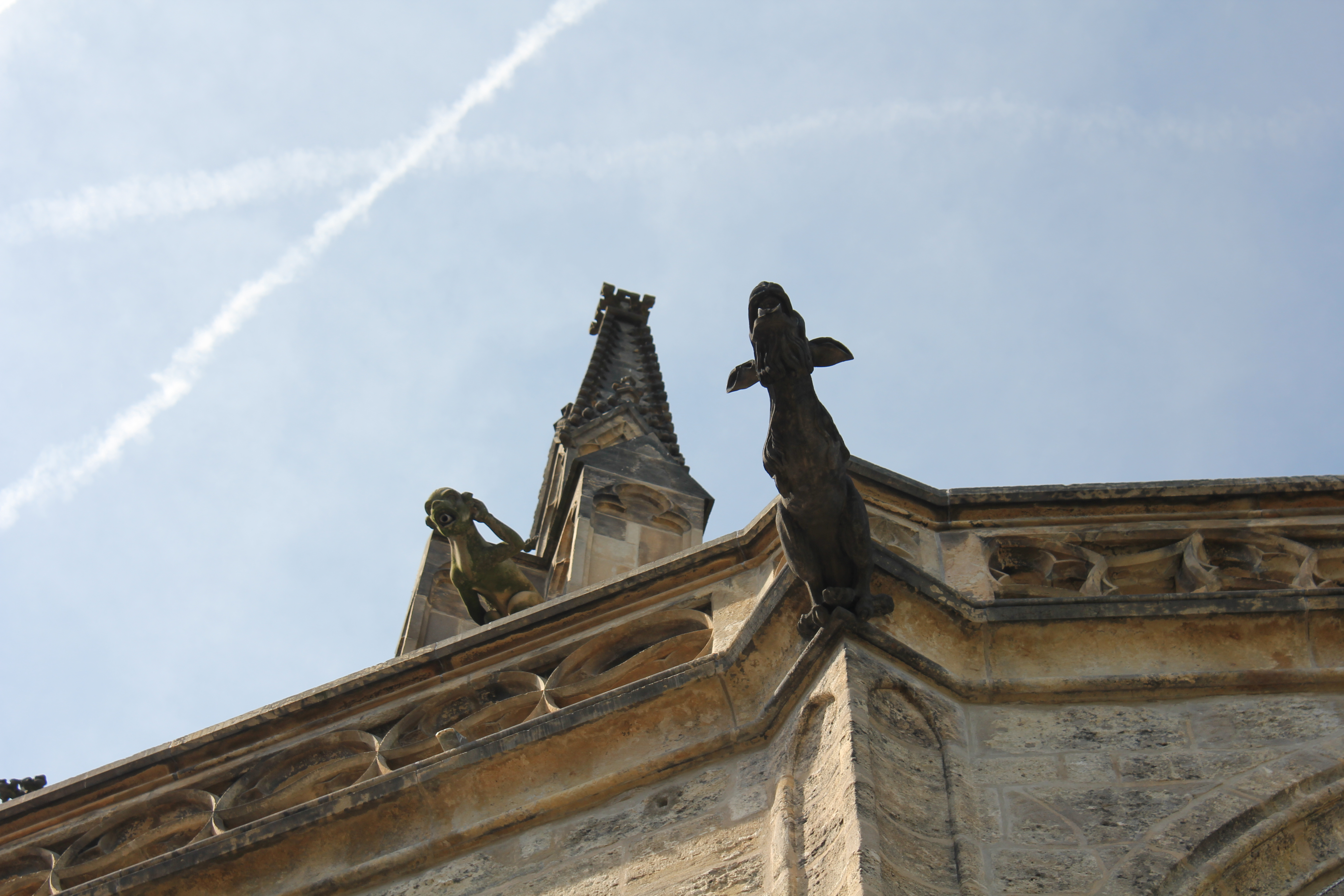
Горгульи
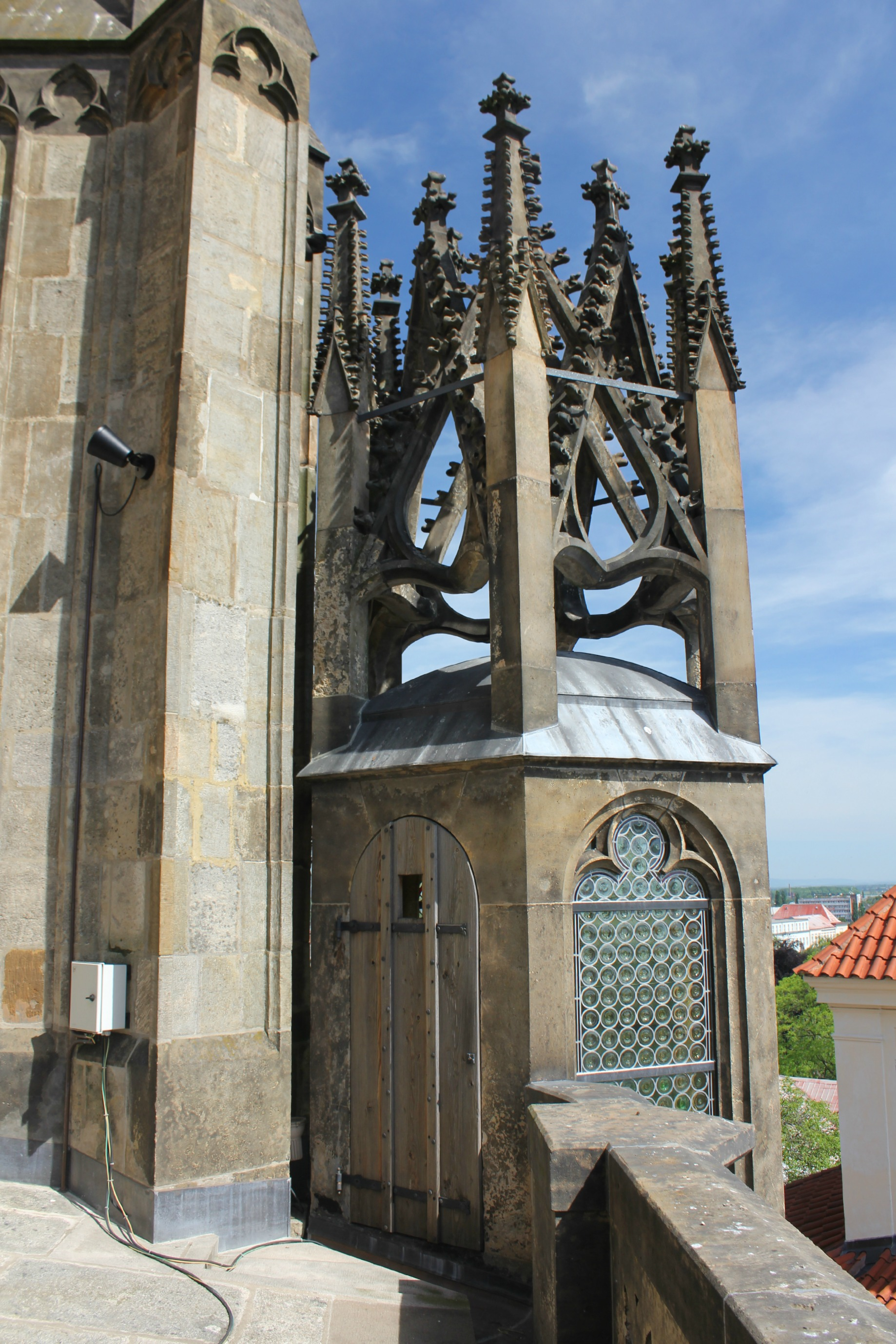
Башня с винтовой лестницей
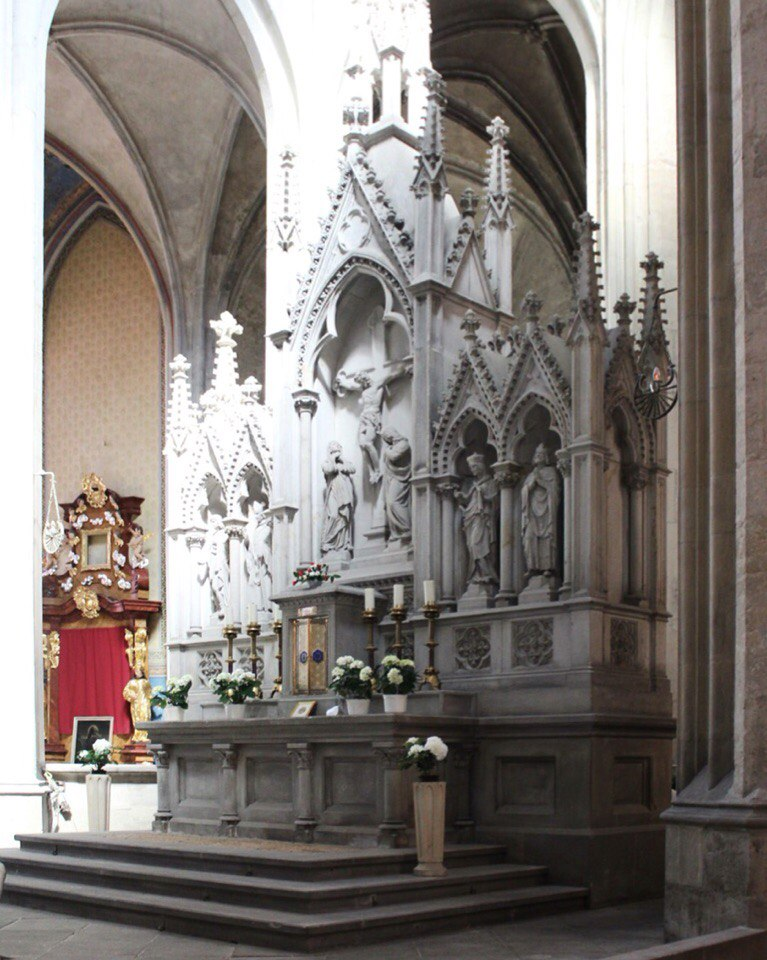
Главный алтарь
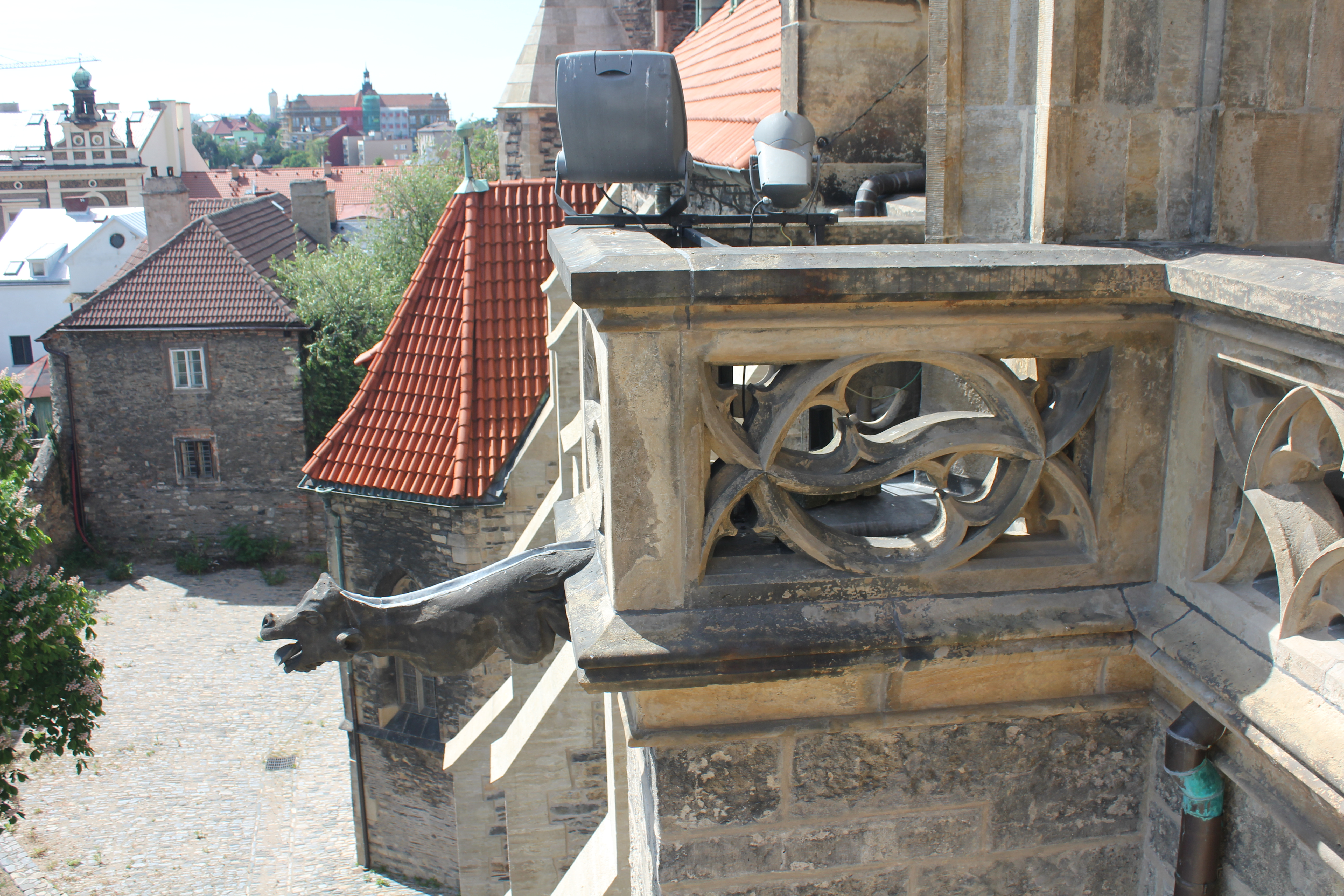
Балюстрада хора костёла Святого Варфоломея в Колине
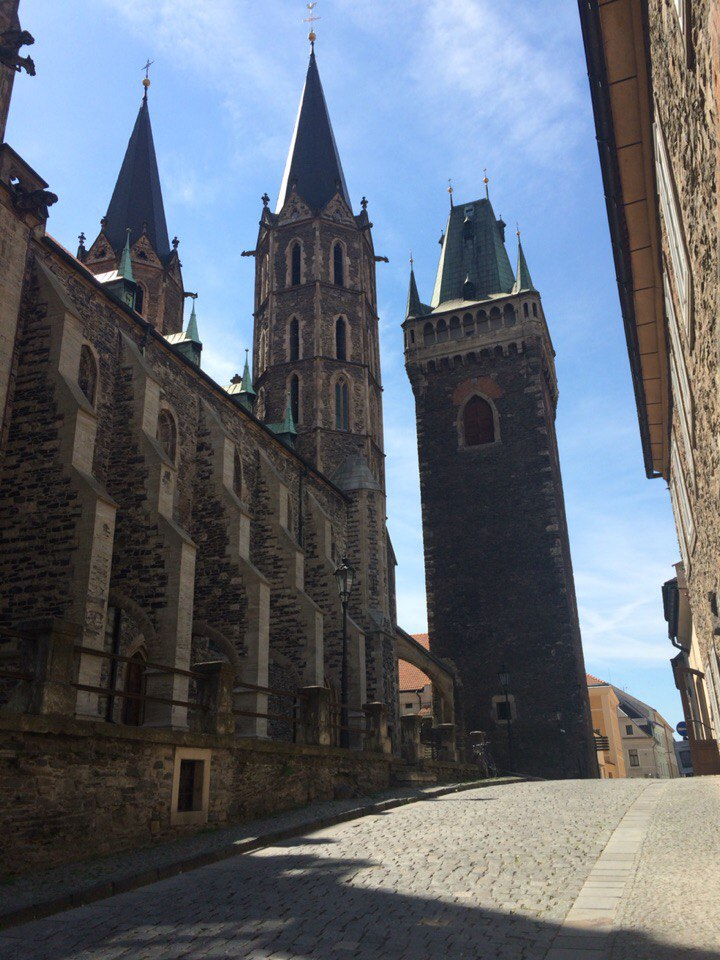
Колокольня